# Liste der Biografien/Fuc
Liste der Biografien |
Portal Biografien |
Personensuche
# |
A |
B |
C |
D |
E |
F |
G |
H |
I |
J |
K |
L |
M |
N |
O |
P |
Q |
R |
S |
T |
U |
V |
W |
X |
Y |
Z |
?
 
Fa |
Fe |
Ff |
Fh |
Fi |
Fj |
Fk |
Fl |
Fm |
Fn |
Fo |
Fr |
Ft |
Fu |
Fy
 
Fua |
Fub |
Fuc |
Fud |
Fue |
Fuf |
Fug |
Fuh |
Fui |
Fuj |
Fuk |
Ful |
Fum |
Fun |
Fuo |
Fuq |
Fur |
Fus |
Fut |
Fuw |
Fux |
Fuy |
Fuz
Die Liste der Biografien führt alle Personen auf, die in der deutschsprachigen Wikipedia einen Artikel haben. Dieses ist eine Teilliste mit 583 Einträgen von Personen, deren Namen mit den Buchstaben „Fuc“ beginnt.

## Fuc

### Fuca
- Fuca, Juan de (1536–1602), griechischer Seefahrer der 40 Jahre im Dienst der spanischen Krone zur See fuhr

### Fucc
- Fuccello, Tom (1936–1993), US-amerikanischer Schauspieler

### Fuce
- Fuček, Ivan (1926–2020), kroatischer römisch-katholischer Priester, Theologe und Schriftsteller
- Fuček, Josip (* 1985), kroatischer Fußballspieler

### Fuch

#### Fuchi
- Fuchida, Mitsuo (1902–1976), japanischer Kampfpilot im Rang eines Kapitäns zur SeeFuchida Mitsuo (1902–1976)

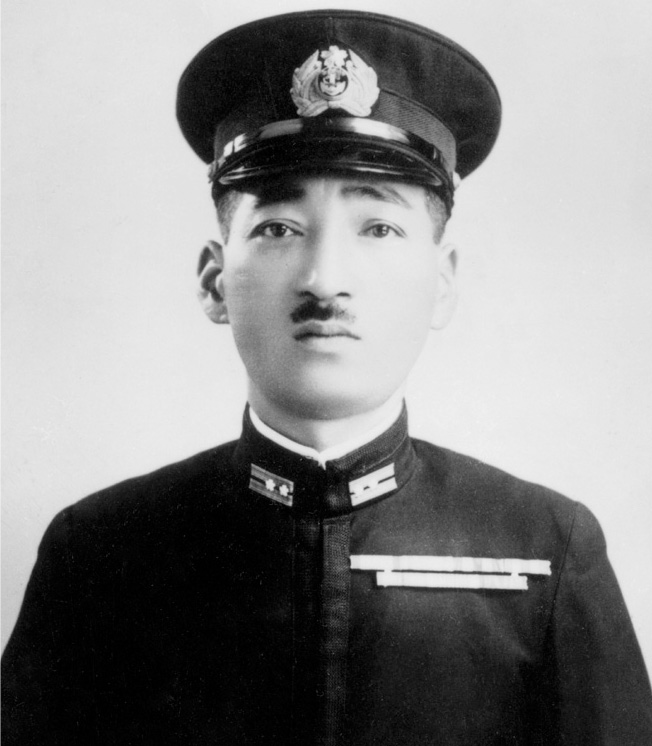
Fuchida Mitsuo (1902–1976)

#### Fuchr
- Fuchrer, Mira (1920–1943), polnisch-jüdische Widerstandskämpferin

#### Fuchs

##### Fuchs M
- Fuchs MC (* 1976), österreichischer Rapper, MC

##### Fuchs V
- Fuchs von Bimbach und Dornheim, Ludwig (1833–1900), bayerischer Verwaltungsbeamter
- Fuchs von Bimbach und Dornheim, Reinhold (1845–1903), bayerischer Generalleutnant und Präses der Artillerieprüfungskommission
- Fuchs von Bimbach, Endres († 1599), Pfalz-Neuburger Beamter
- Fuchs von Bimbach, Hans Philipp von (1567–1626), dänischer General im Dreißigjährigen Krieg
- Fuchs von Dornheim, Hartung († 1512), Adeliger, Hofmeister und Gesandter der Speyerer Fürstbischöfe
- Fuchs von Dornheim, Johann Philipp (1646–1727), deutscher Geistlicher, Dompropst im Bistum Würzburg
- Fuchs von Fuchsberg, Christoph (1482–1542), österreichischer Militär, kaiserlicher Rat und späterer Bischof von Brixen
- Fuchs von Fuchsberg, Degen († 1527), Hauptmann von Kufstein
- Fuchs von Wallburg, Hans († 1553), Reichshauptmann von Regensburg
- Fuchs von Wallburg, Thomas († 1526), Reichshauptmann von Regensburg

##### Fuchs, A – Fuchs, W

###### Fuchs, A
- Fuchs, Abraham Mosche (1890–1974), jiddischer Schriftsteller und Journalist
- Fuchs, Adalbert (1868–1930), österreichischer Abt
- Fuchs, Adalbert Nikolaus (1814–1886), österreichischer Agrarwissenschaftler
- Fuchs, Adolf (1805–1885), deutscher evangelisch-lutherischer Geistlicher, Autor, Auswanderer und Siedler in Texas
- Fuchs, Adolf (1833–1908), deutscher Verwaltungsbeamter und Richter
- Fuchs, Adolf Friedrich (1753–1828), deutscher evangelisch-lutherischer Theologe und Gymnasiallehrer
- Fuchs, Ady (1908–2000), österreichischer Maler
- Fuchs, Alain (1953–2024), französischer Chemiker und Wissenschaftsmanager
- Fuchs, Albert (1858–1910), schweizerisch-deutscher Komponist, Dirigent, Musikerzieher und Musikkritiker
- Fuchs, Albert (1905–1946), österreichischer Jurist und Kulturhistoriker
- Fuchs, Albert (1919–1985), österreichischer Arzt und Kunstförderer
- Fuchs, Albert (1937–2010), österreichischer Theologe
- Fuchs, Albert Maria (1876–1944), katholischer Weihbischof in Trier
- Fuchs, Alexander (* 1997), deutscher Fußballspieler
- Fuchs, Alfred (1870–1927), österreichischer Neurologe und Psychiater
- Fuchs, Alfred (1877–1954), deutscher Maler und Bildhauer
- Fuchs, Alois (1794–1855), Schweizer römisch-katholischer Priester
- Fuchs, Alois (1877–1971), deutscher römisch-katholischer Theologe und Kunsthistoriker
- Fuchs, Aloys (1799–1853), mährisch-österreichischer Hofkriegsratsbeamter, Hofkapellsänger, Musikforscher und Musikaliensammler
- Fuchs, Andreas (1641–1720), deutsch-dänischer General, Infanterie-Inspektor in den Herzogtümern Schleswig und Holstein, Statthalter von Rendsburg
- Fuchs, Andreas (* 1940), deutscher Jurist und Schriftsteller
- Fuchs, Andreas (* 1958), deutscher Rechtswissenschaftler
- Fuchs, Andreas (* 1960), deutscher Altorientalist
- Fuchs, Andreas (* 1968), deutscher Autorennfahrer
- Fuchs, Andreas (* 1975), österreichischer Triathlet
- Fuchs, Andreas (* 1978), österreichischer Squashspieler
- Fuchs, Andreas (* 1982), deutscher Wirtschaftswissenschaftler
- Fuchs, Andreas (* 2001), österreichischer Fußballspieler
- Fuchs, Andrej (* 1966), deutsch-kasachischer Eishockeyspieler
- Fuchs, Anke (1937–2019), deutsche Politikerin (SPD), MdHB, MdB und Bundesministerin, MdL
- Fuchs, Anke (* 1973), deutsche Autorin, Lyrikerin und Slam-Poetin
- Fuchs, Anna Rupertina (1657–1722), deutsche Dichterin, Dramatikerin und Komponistin
- Fuchs, Annika-Marie (* 1997), deutsche Speerwerferin
- Fuchs, Anton (1920–1995), österreichischer Schriftsteller
- Fuchs, Anton (* 1958), deutscher bildender Künstler, Maler und Bildhauer
- Fuchs, Argel (* 1974), brasilianischer Fußballspieler
- Fuchs, Armin (* 1960), deutscher Komponist und Pianist
- Fuchs, Arno (1869–1945), deutscher Hilfsschulpädagoge
- Fuchs, Arved (* 1953), deutscher Abenteurer und BuchautorArved Fuchs (* 1953)

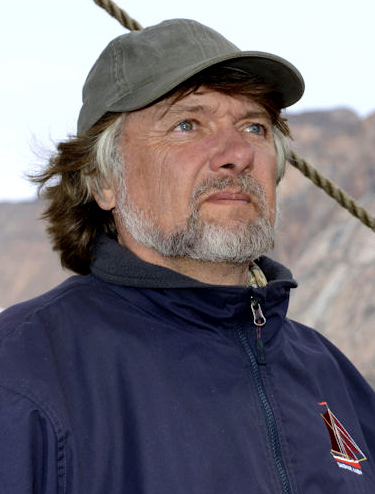
Arved Fuchs (* 1953)

- Fuchs, August (1818–1847), deutscher Altphilologe, Schulmann und Autor wissenschaftlicher Werke
- Fuchs, August (1839–1904), deutscher Pfarrer und Entomologe
- Fuchs, August (1857–1920), deutscher Reichsgerichtsrat
- Fuchs, Axel (* 1967), deutscher Kommunalpolitiker (UWG JÜL), Bürgermeister von Jülich
- Fuchs, Axel (* 1968), deutscher Fußballspieler

###### Fuchs, B
- Fuchs, Barbara (* 1960), deutsche Politikerin (Grüne/Bündnis 90), MdL
- Fuchs, Bastian (* 1974), deutscher Rechtswissenschaftler
- Fuchs, Bastian (* 1994), deutscher Kirchenmusiker
- Fuchs, Beat (* 1948), Schweizer Politiker, Landammann von Nidwalden
- Fuchs, Benedikt (* 1987), österreichischer Journalist und Fernsehmoderator
- Fuchs, Benjamin (* 1983), österreichisch-deutscher Fußballspieler
- Fuchs, Bernd (* 1972), deutscher FernsehmoderatorBernd Fuchs (* 1972)

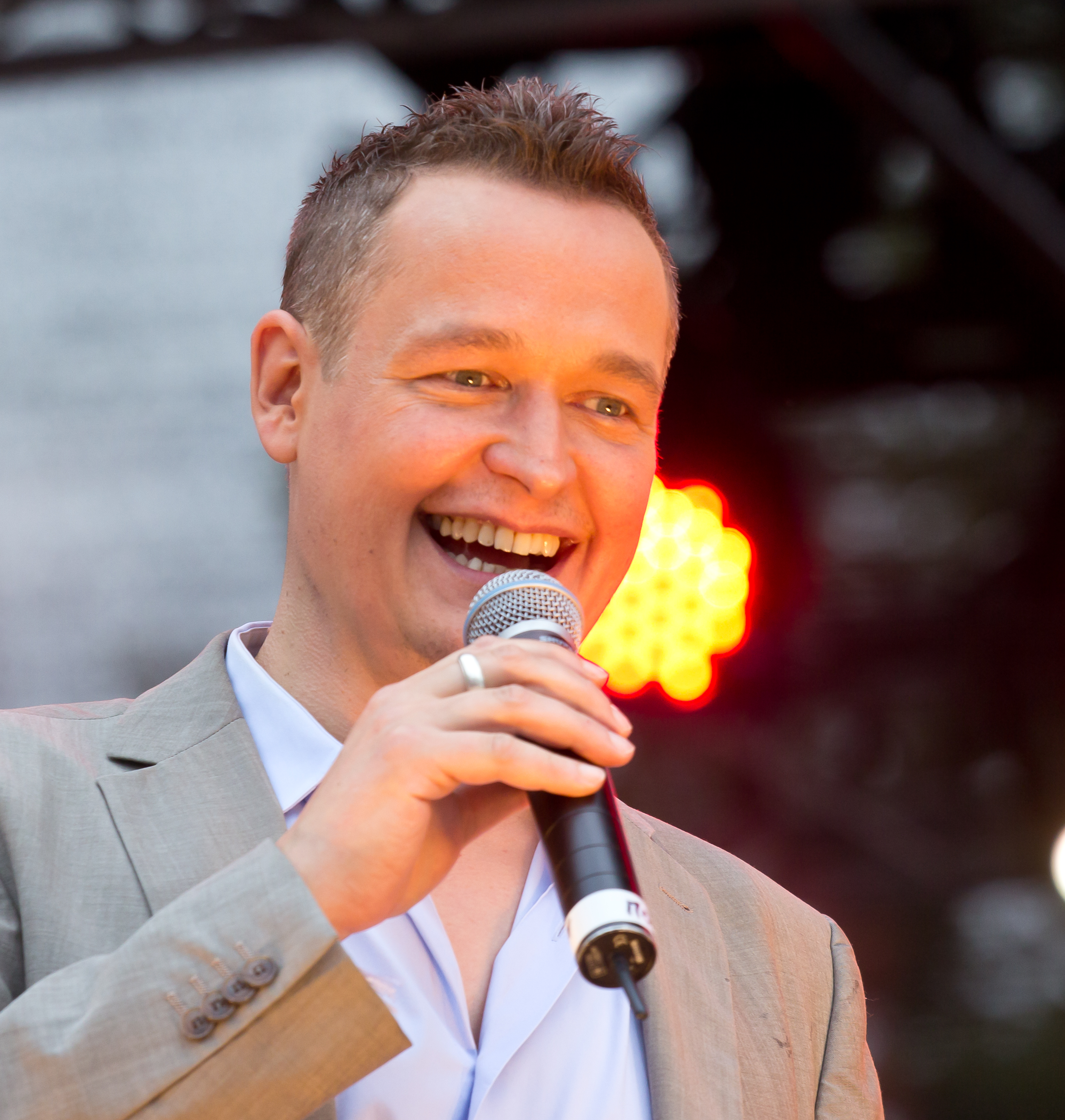
Bernd Fuchs (* 1972)

- Fuchs, Bernhard (1814–1852), deutscher Theologe
- Fuchs, Bernhard (1922–2016), deutscher Fußballspieler
- Fuchs, Bernhard (* 1971), österreichischer Fotograf
- Fuchs, Bernhard Maria (1959–2014), deutscher Maler
- Fuchs, Berthold (1867–1942), österreichischer Politiker (SDAP), Landtagsabgeordneter
- Fuchs, Birgitta, deutsche Pädagogin und Autorin
- Fuchs, Bodo (1941–2002), deutscher Fußballspieler
- Fuchs, Bohuslav (1895–1972), tschechischer Architekt und Stadtplaner
- Fuchs, Boris (* 1969), deutsch-kasachischer Eishockeyspieler
- Fuchs, Brigitte (* 1951), Schweizer Autorin und Lyrikerin
- Fuchs, Brunhilde (* 1947), österreichische Kinderpädagogin und Politikerin (SPÖ), Landtagsabgeordnete, Abgeordneter zum Nationalrat, Mitglied des Bundesrates
- Fuchs, Bruno (1907–1962), deutscher Geologe und Paläontologe
- Fuchs, Bruno de Lara (* 1999), brasilianischer Fußballspieler

###### Fuchs, C
- Fuchs, Carl (1801–1855), deutscher Jurist und Politiker
- Fuchs, Carl (1838–1922), deutscher Pianist, Organist und Musikwissenschaftler
- Fuchs, Carl (1865–1951), englischer Cellist deutscher Herkunft
- Fuchs, Carl (* 1876), deutscher Politiker (LDPD), MdL Sachsen-Anhalt
- Füchs, Carl Ferdinand (1811–1848), österreichischer Komponist und Geiger
- Fuchs, Carl Johannes (1865–1934), deutscher Nationalökonom und Hochschullehrer
- Fuchs, Carl Ludwig (1945–2019), deutscher Kunsthistoriker
- Fuchs, Carl Wilhelm Casimir (1837–1886), deutscher Geologe, Mineraloge und Botaniker
- Fuchs, Carla (* 2004), deutsche Volleyballspielerin
- Fuchs, Charles (1803–1874), deutscher Lithograph und Fotograf
- Fuchs, Charlotte (1911–2005), deutsche Schauspielerin
- Fuchs, Christian, österreichischer Musiker, Journalist, Radiomoderator und DJ
- Fuchs, Christian (* 1976), österreichischer Informatiker und Sozialwissenschaftler
- Fuchs, Christian (* 1979), deutscher Journalist und Autor
- Fuchs, Christian (* 1986), österreichischer FußballspielerChristian Fuchs (* 1986)

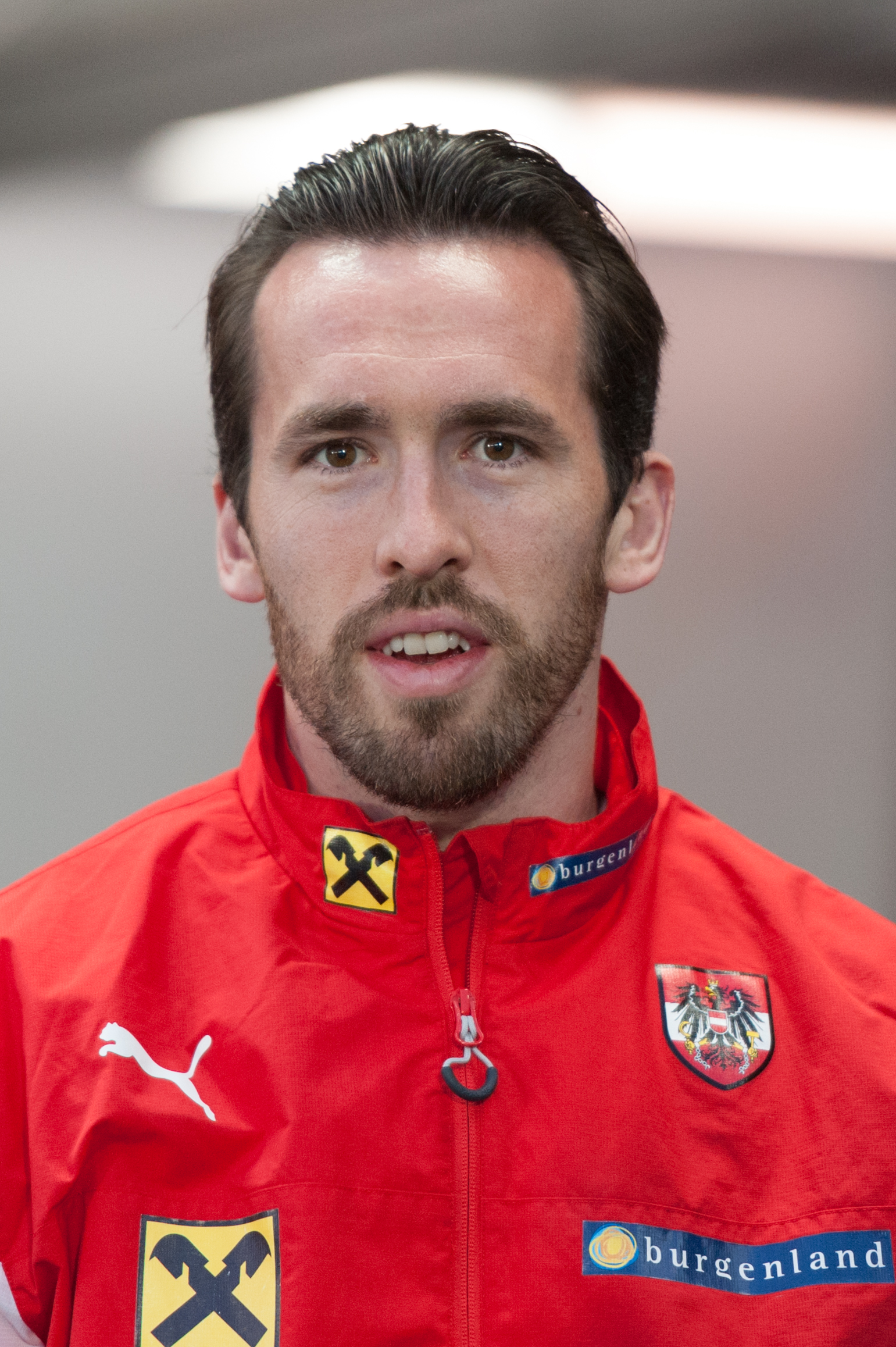
Christian Fuchs (* 1986)

- Fuchs, Christian Martin (1952–2008), österreichischer Librettist und Dramaturg
- Fuchs, Christina (* 1963), deutsche Jazzmusikerin (Saxophonistin, Bassklarinettistin, Komponistin und Bandleaderin)
- Fuchs, Christoph (* 1945), deutscher Arzt und Medizinfunktionär
- Fuchs, Christoph Maurus (1771–1848), deutscher Kunst-, Kirchen- und Krippenmaler
- Fuchs, Claudia (* 1979), österreichische Rechtswissenschaftlerin und Universitätsprofessorin
- Fuchs, Claus (* 1943), deutscher Schauspieler und Hörspielsprecher
- Fuchs, Clemens Maria (* 1982), österreichischer Maler
- Fuchs, Conrad Heinrich (1803–1855), deutscher Pathologe und Hochschullehrer; Rektor in Göttingen

###### Fuchs, D
- Fuchs, Dana (* 1976), US-amerikanische Sängerin, Songwriterin und Schauspielerin
- Fuchs, Daniel (1909–1993), US-amerikanischer Schriftsteller und Drehbuchautor
- Fuchs, Daniel (* 1966), deutscher Künstler
- Fuchs, Danny (* 1976), deutscher Fußballspieler
- Fuchs, David (* 1981), österreichischer Schriftsteller und Mediziner
- Fuchs, David (* 2003), österreichischer Basketballspieler
- Fuchs, Dieter (* 1933), deutscher Politiker (CDU), Direktor des Landschaftsverbands Rheinland (LVR)
- Fuchs, Dieter (* 1940), deutscher Fußballspieler, -trainer, -funktionär
- Fuchs, Dieter (* 1946), deutscher Politikwissenschaftler
- Fuchs, Dieter R. (* 1952), deutscher Schriftsteller
- Fuchs, Dmitry (* 1939), russisch-US-amerikanischer Mathematiker
- Fuchs, Doris (* 1966), deutsche Politikwissenschaftlerin und Professorin für Internationale Beziehungen und Nachhaltige Entwicklung an der Westfälischen Wilhelms-Universität Münster

###### Fuchs, E
- Fuchs, Eberhard (* 1947), deutscher Neurobiologe
- Fuchs, Eckhardt (* 1961), deutscher Historiker und Erziehungswissenschaftler
- Fuchs, Edgar (1941–2022), deutscher Sportjournalist
- Fuchs, Edmond (1837–1889), französischer Geologe, Ingénieur du Corps des mines und Forschungsreisender
- Fuchs, Édouard (1896–1992), französischer Abgeordneter (UPR)
- Fuchs, Eduard (1844–1923), deutscher Kaufmann und Politiker (Zentrum), MdR
- Fuchs, Eduard (1870–1940), deutscher Kulturwissenschaftler, Historiker, Schriftsteller und Kunstsammler
- Fuchs, Eduard (* 1975), österreichischer Extremsportler
- Fuchs, Egon (1892–1940), deutscher Generalmajor im Zweiten Weltkrieg
- Fuchs, Elaine (* 1950), US-amerikanische Biologin
- Fuchs, Elias (1790–1850), Bürgermeister und Mitglied der kurhessischen Ständeversammlung
- Fuchs, Élisabeth (1866–1946), französische Pfadfinderin
- Fuchs, Elisabeth (* 1976), österreichische Dirigentin
- Fuchs, Emil (1866–1929), österreichischer Bildhauer, Medailleur, Grafiker und Maler
- Fuchs, Emil (1874–1971), deutscher Theologe und HochschullehrerEmil Fuchs (1874–1971)

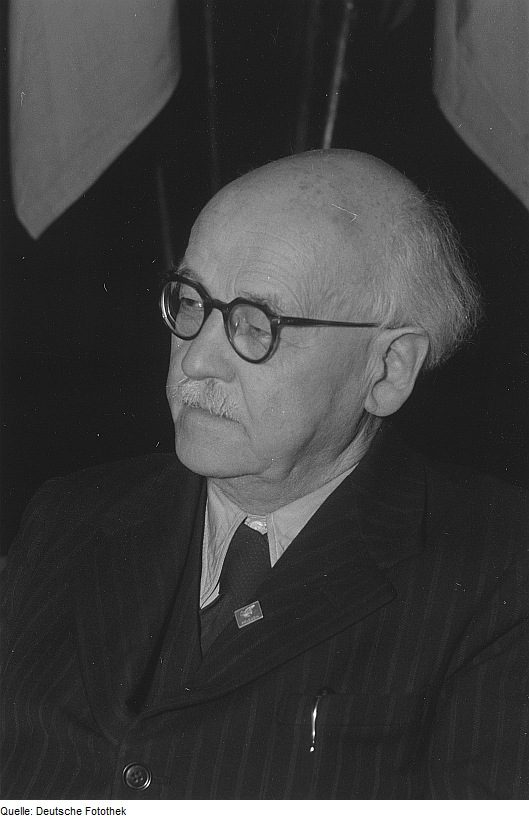
Emil Fuchs (1874–1971)

- Fuchs, Enzi (* 1937), bayerische Volksschauspielerin
- Fuchs, Erhard († 1995), deutscher Mundartpfleger und Autor
- Fuchs, Erich (1890–1983), deutscher Maler
- Fuchs, Erich (1894–1945), deutscher Politiker (NSDAP), MdR
- Fuchs, Erich (1902–1980), deutscher Gasmeister der „Aktion Reinhardt“
- Fuchs, Erich (1921–2008), deutscher Internist und Allergologe
- Fuchs, Erich (1925–2014), deutscher Sprinter, Leichtathletiktrainer und Sportpädagoge
- Fuchs, Erika (1906–2005), deutsche Übersetzerin
- Fuchs, Ernst (1851–1930), österreichischer Augenarzt
- Fuchs, Ernst (1859–1929), deutscher Rechtsanwalt
- Fuchs, Ernst (1903–1983), deutscher evangelischer Theologe
- Fuchs, Ernst (1930–2015), österreichischer MalerErnst Fuchs (1930–2015)

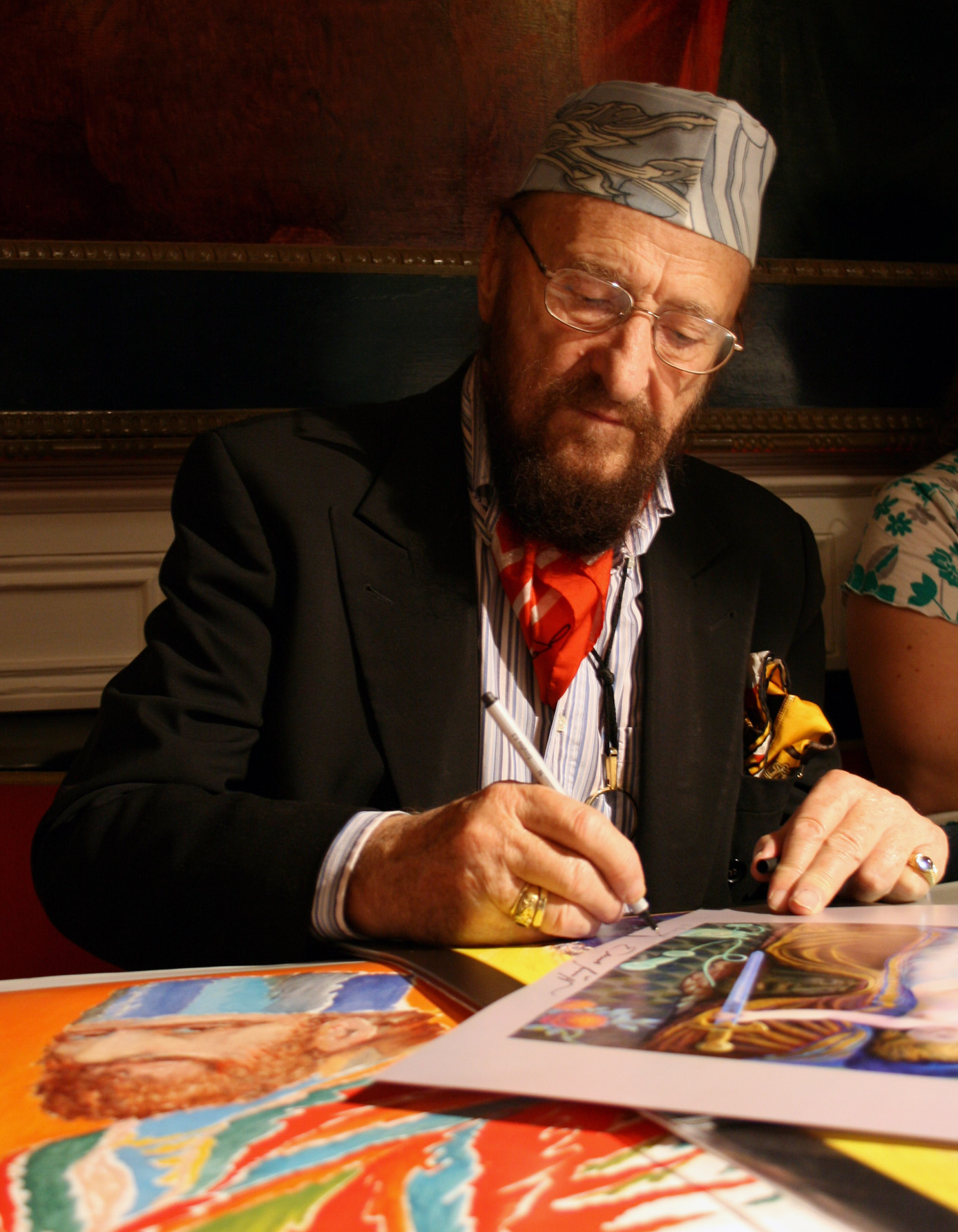
Ernst Fuchs (1930–2015)

- Fuchs, Ernst (1936–1994), Schweizer Radsportler
- Fuchs, Erwin (1914–2006), deutscher Kommunalpolitiker
- Fuchs, Eugen (1856–1923), deutscher Rechtsanwalt
- Fuchs, Eugen (1893–1971), deutscher Opernsänger (Bassbariton)
- Fuchs, Eugenie (1873–1943), deutsche Malerin
- Fuchs, Evelyn (1957–2011), deutsch-österreichische Regisseurin und Schauspielerin

###### Fuchs, F
- Fuchs, Fabian (* 1961), Schweizer Radrennfahrer
- Fuchs, Félix (1858–1928), belgischer Jurist und Kolonialadministrator
- Fuchs, Fiona (* 1997), deutsche Pornodarstellerin
- Fuchs, Florian (* 1991), deutscher Feldhockeyspieler
- Fuchs, Frank (1964–2018), deutscher Buchdrucker und Genealoge
- Fuchs, Franz (1870–1925), österreichischer Fotograf
- Fuchs, Franz (* 1871), deutscher Maler, Grafiker und Schriftsteller
- Fuchs, Franz (1876–1914), österreichischer Politiker und Mitglied des Reichstags
- Fuchs, Franz (1881–1971), deutscher Naturwissenschaftler und Museumsmitarbeiter
- Fuchs, Franz (1894–1981), deutscher Politiker (SPD), hessischer Landtagspräsident
- Fuchs, Franz (1912–1968), österreichischer Politiker (ÖVP), oberösterreichischer Landtagsabgeordneter
- Fuchs, Franz (1924–1995), deutscher Malermeister, Politiker und Senator (Bayern), Präsident der Handwerkskammer für Unterfranken
- Fuchs, Franz (1949–2000), österreichischer Briefbombenattentäter
- Fuchs, Franz (* 1953), deutscher Historiker
- Fuchs, Franz Xaver (1868–1944), österreichischer Maler
- Fuchs, Franziska (* 1945), deutsche Malerin und Grafikerin
- Fuchs, Friedrich (1840–1911), deutscher Arzt
- Fuchs, Friedrich (1890–1948), deutscher Redakteur, Schriftsteller und Literaturwissenschaftler
- Fuchs, Friedrich (1926–2007), österreichischer Politiker (ÖVP), Mitglied des Bundesrates
- Fuchs, Friedrich (1952–2016), deutscher Kunsthistoriker, Bauforscher und Restaurator
- Fuchs, Fritz (1881–1972), deutscher Rechtsanwalt und Politiker der CDU
- Fuchs, Fritz (1894–1977), deutscher Politiker (NSDAP), MdR
- Fuchs, Fritz (* 1943), deutscher Fußballspieler und -trainer

###### Fuchs, G
- Fuchs, Gaby (* 1950), österreichische Schauspielerin
- Fuchs, Geo (* 1969), deutsche Künstlerin
- Fuchs, Georg (1856–1939), preußischer General der Infanterie
- Fuchs, Georg (1868–1949), deutscher Musikkritiker, Schriftsteller und Theaterleiter
- Fuchs, Georg (* 1945), deutscher Mikrobiologe und Hochschullehrer
- Fuchs, Georg Friedrich (1752–1821), deutscher Komponist, Klarinettist und Dirigent
- Fuchs, Gerd (1932–2016), deutscher Schriftsteller
- Fuchs, Gerhard (1928–2023), deutscher Historiker
- Fuchs, Gerhard (1929–2019), deutscher Parteifunktionär, Journalist und Hochschullehrer in der DDR
- Fuchs, Gerhard (* 1947), deutscher FernsehjournalistGerhard Fuchs (* 1947)

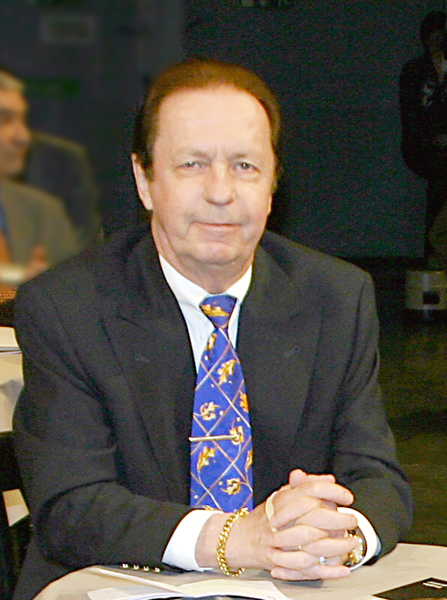
Gerhard Fuchs (* 1947)

- Fuchs, Gerhard (* 1971), österreichischer Koch
- Fuchs, Gerold (1939–2021), deutscher Pädagoge und Politiker (AFB), MdBB
- Fuchs, Gilbert (1871–1952), deutscher Eiskunstläufer, Forstwissenschaftler, Zoologe und Entomologe
- Fuchs, Gisela (* 1928), deutsche Betriebsdirektorin VEB „Fortschritt“ Magdeburg, Abgeordnete der Volkskammer der DDR
- Fuchs, Gitti, deutsche Kostümbildnerin
- Fuchs, Gottfried (1889–1972), deutscher FußballspielerGottfried Fuchs (1889–1972)

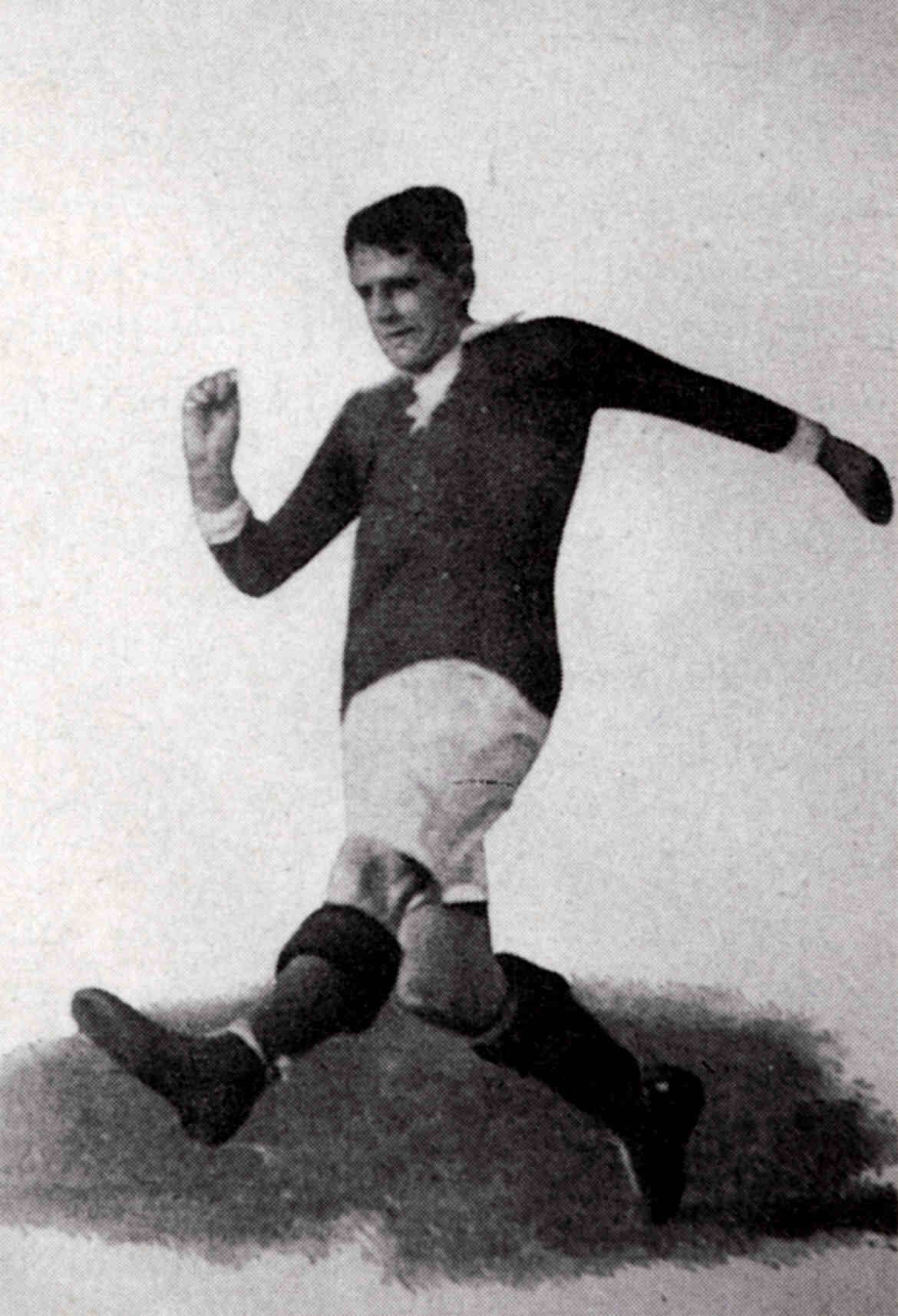
Gottfried Fuchs (1889–1972)

- Fuchs, Gottfried (1892–1945), römisch-katholischer Geistlicher, Steyler Missionar und NS-Opfer
- Fuchs, Gotthard (* 1938), deutscher katholischer Theologe, Erwachsenenbildner und Publizist
- Fuchs, Gregor (1821–1878), österreichischer Geistlicher, Historiker und Gymnasiallehrer und -direktor
- Fuchs, Gregor II. (1667–1755), deutscher Benediktinerabt
- Fuchs, Gretli (1917–1995), deutsche Malerin und Grafikerin
- Fuchs, Guido (* 1953), deutscher katholischer Liturgiewissenschaftler und Publizist
- Fuchs, Günter (1924–1964), deutscher Klassischer Archäologe
- Fuchs, Günter Bruno (1928–1977), deutscher Schriftsteller und Grafiker
- Fuchs, Günther (* 1939), deutscher Historiker, Hochschullehrer und Minister für Volksbildung der DDR (1989)
- Fuchs, Günther (* 1940), deutscher Fußballspieler
- Fuchs, Günther (* 1947), deutscher Fußballspieler
- Fuchs, Gustav (1857–1929), deutscher Zeitungsverleger und Senator im Danziger Magistrat
- Fuchs, Gustav (1900–1969), deutscher Politiker (BVP, CSU), MdB

###### Fuchs, H
- Fuchs, Hanna (1907–1991), tschechoslowakisch-australische Schriftstellerin
- Fuchs, Hannes (* 1972), österreichischer Badmintonspieler
- Fuchs, Hanns (* 1881), deutscher Schriftsteller zum Thema Homosexualität
- Fuchs, Hans (1873–1942), deutscher Gynäkologe und Geburtshelfer
- Fuchs, Hans (1892–1945), deutscher Zeitungsverleger
- Fuchs, Hans (1894–1954), deutscher Politiker (SED), MdL Mecklenburg
- Fuchs, Hans Friedrich (1596–1641), Landmarschall der Oberpfalz
- Fuchs, Hans Georg (1932–2020), österreichischer Industrieller und Politiker (ÖVP), Landtagsabgeordneter, Abgeordneter zum Nationalrat
- Fuchs, Hans J. (* 1897), deutscher Biochemiker
- Fuchs, Hans Joachim (1903–1992), deutscher Unternehmer
- Fuchs, Hans Maria (1874–1933), österreichischer Arzt und Heimatforscher
- Fuchs, Hans-Joachim (1944–2008), deutscher Koch und Grillweltmeister
- Fuchs, Hans-Jürgen (1941–2010), deutscher Romanist und Herausgeber
- Fuchs, Harald (1900–1985), deutscher Klassischer Philologe
- Fuchs, Harald (* 1951), deutscher Physiker
- Fuchs, Harald (* 1954), deutscher Künstler
- Fuchs, Harry (1908–1986), US-amerikanischer Cellist
- Fuchs, Harry (* 1945), deutscher Rehabilitations- und Verwaltungswissenschaftler
- Fuchs, Hartmut (* 1952), deutscher Architekt
- Fuchs, Hedwig (1864–1944), deutsche Gewerkschafterin und Politikerin (Zentrum), MdR
- Fuchs, Heinrich (1923–2000), österreichischer Kunsthistoriker, Lexikograf und Kunsthändler
- Fuchs, Heinrich (1924–1990), deutscher Politiker (CDU), MdL
- Fuchs, Heinz (1886–1961), deutscher Kunstmaler und Grafiker im expressionistischen Stil
- Fuchs, Heinz (1917–2001), deutscher Kunsthistoriker und Museumsleiter
- Fuchs, Heinz (1917–2008), deutscher Arzt und Militärarzt
- Fuchs, Heinz (1934–2012), deutscher Unternehmer und Rennwagenkonstrukteur
- Fuchs, Helmut (1920–2002), deutscher Jurist
- Fuchs, Helmut (* 1949), österreichischer Jurist
- Fuchs, Helmut (* 1984), österreichischer Trompeter
- Fuchs, Henri (* 1970), deutscher Fußballspieler
- Fuchs, Henry (* 1948), US-amerikanischer Informatiker
- Fuchs, Herbert (1898–1994), deutscher Jurist, Politiker (CDU), MdL
- Fuchs, Hermann (1896–1970), deutscher Bibliothekar
- Fuchs, Herta (* 1908), deutsche Frau, Gerechte unter den Völkern
- Fuchs, Hilmar (* 1940), deutscher Textilingenieur
- Fuchs, Holger (* 1957), deutscher Schauspieler
- Fuchs, Horst (1929–2010), deutscher Musikproduzent
- Fuchs, Horst (1946–2023), deutscher Teleshopping-Verkäufer
- Fuchs, Hubert (* 1969), österreichischer Steuerberater und Politiker (FPÖ)
- Fuchs, Hugo, deutscher Skispringer
- Fuchs, Hugo (1875–1954), deutscher Anatom und Professor an der Universität Göttingen und Wirbeltiermorphologe
- Fuchs, Hugo Chanoch (1878–1949), deutscher Rabbiner und jüdischer Historiker

###### Fuchs, I
- Fuchs, Ildephons (1765–1823), Schweizer Geistlicher und Historiker
- Fuchs, Ingrid (* 1954), österreichische Musikwissenschaftlerin
- Fuchs, Irene (1905–1951), deutsche Juristin und Holocaustüberlebende

###### Fuchs, J
- Fuchs, Jacob (1798–1848), preußischer Landrat des Landkreises Merzig
- Fuchs, Jakob (1891–1969), deutscher Bildhauer und Politiker (CVP), MdL Saarland
- Fuchs, Jakob (1911–1944), österreichischer Glasarbeiter, Widerstandskämpfer und NS-Opfer
- Fuchs, Jason (* 1986), US-amerikanischer Schauspieler und DrehbuchautorJason Fuchs (* 1986)

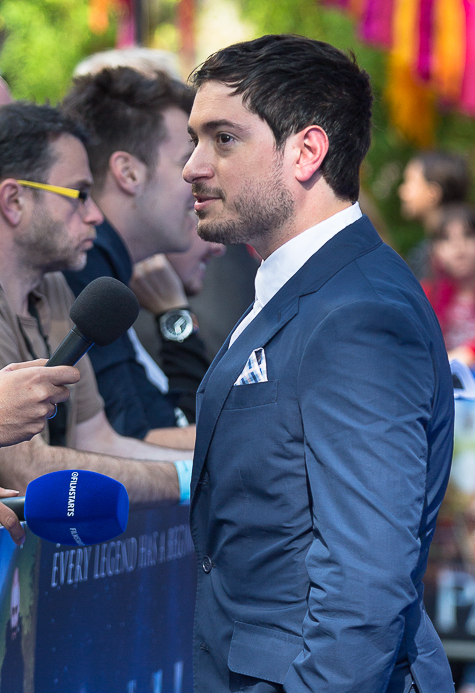
Jason Fuchs (* 1986)

- Fuchs, Jason (* 1995), Schweizer Eishockeyspieler
- Fuchs, Jeando (* 1997), kamrunisch-französischer Fußballspieler
- Fuchs, Jenő (1882–1955), ungarischer Fechter
- Fuchs, Jérôme (* 1970), deutscher Polizeibeamter
- Fuchs, Jim (1927–2010), US-amerikanischer Kugelstoßer
- Fuchs, Jiří (* 1987), tschechischer Grasskiläufer
- Fuchs, Jockel (1919–2002), deutscher Politiker (SPD), MdL und Oberbürgermeister von Mainz
- Fuchs, Johann (1727–1804), untersteirischer Kirchenbaumeister
- Fuchs, Johann (1837–1916), österreichischer Arzt und Parlamentarier
- Fuchs, Johann (1880–1934), Schweizer römisch-katholischer Ordensgeistlicher, Missionar und Märtyrer
- Fuchs, Johann (1912–1991), deutscher Politiker (NPD), MdL
- Fuchs, Johann (* 1946), deutscher Jurist, Richter am Bundesgerichtshof
- Fuchs, Johann Adam (1795–1883), deutscher Kommunalpolitiker und Bürgermeister
- Fuchs, Johann Baptist (1799–1867), deutscher Geistlicher und Politiker
- Fuchs, Johann Baptist (1877–1938), deutscher Offizier, Polizist und SA-Führer
- Fuchs, Johann Friedrich (1739–1823), deutscher reformierter Theologe, Geistlicher, Bibliothekar und Hochschullehrer
- Fuchs, Johann Friedrich (1774–1828), deutscher Mediziner und Hochschullehrer
- Fuchs, Johann Georg (1614–1674), Tagebuchautor
- Fuchs, Johann Gregor (1650–1715), deutscher Architekt und Baumeister des Barock
- Fuchs, Johann Heinrich von (1664–1727), Jurist, Geheimer Kammer und Finanzrat, Vizepräsident und dirigierender Minister
- Fuchs, Johann Ignaz (1821–1893), deutscher Mechaniker und Uhrmacher
- Fuchs, Johann Jakob Peter (1782–1857), Verwaltungsbeamter im Köln der Franzosenzeit und zu Beginn der preußischen Verwaltung
- Fuchs, Johann Nepomuk (1766–1839), österreichischer Komponist und Kapellmeister
- Fuchs, Johann Nepomuk (1842–1899), österreichischer Komponist und Kapellmeister
- Fuchs, Johann Nepomuk von (1774–1856), deutscher Chemiker und Mineraloge
- Fuchs, Johann Samuel (1770–1817), evangelischer Superintendent und Lehrer
- Fuchs, Johannes (1874–1956), deutscher Jurist und Politiker (Zentrum) sowie Oberpräsident der Rheinprovinz
- Fuchs, Johannes (* 1950), deutscher Politiker (FDP) und Verbandsfunktionär
- Fuchs, Johannes Georg (1925–1990), Schweizer Rechtswissenschaftler
- Fuchs, Josef (1898–1979), österreichischer Politiker (SPÖ), Landtagsabgeordneter
- Fuchs, Josef (1904–1989), österreichischer Astronom und Funkamateur
- Fuchs, Josef (1912–2005), katholischer Theologe und Jesuit
- Fuchs, Josef (* 1948), Schweizer Radrennfahrer
- Fuchs, Joseph (1732–1782), deutscher Benediktinerpater und Mainzer Hofarchäologe
- Fuchs, Joseph (1899–1997), US-amerikanischer Geiger und Musikpädagoge
- Fuchs, Judith (* 1990), deutsche Schachspielerin
- Fuchs, Julian (* 2001), deutscher Handballspieler
- Fuchs, Julie (* 1984), französische Opern-, Lied- und Konzertsängerin (lyrischer Sopran)
- Fuchs, Jürgen (1947–1977), deutscher Mann, Todesopfer an der innerdeutschen Grenze
- Fuchs, Jürgen (1950–1999), deutscher Bürgerrechtler und SchriftstellerJürgen Fuchs (1950–1999)

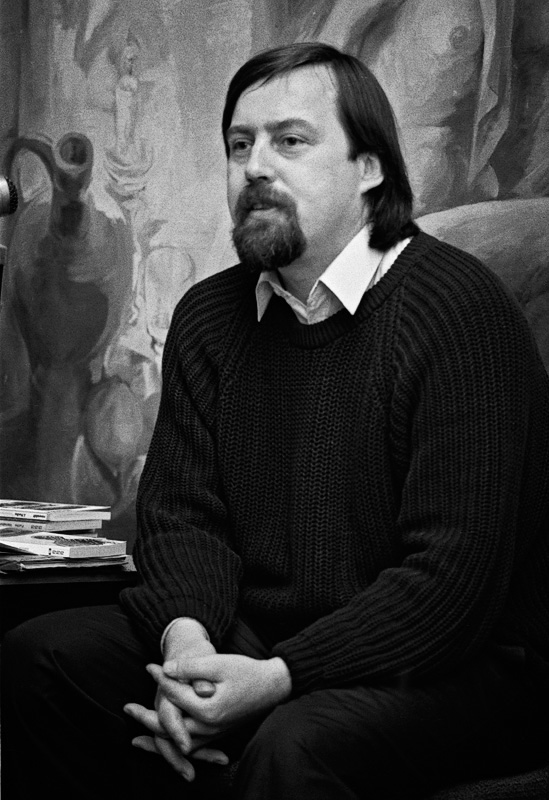
Jürgen Fuchs (1950–1999)

- Fuchs, Jürgen (* 1957), deutscher Physiker und Mathematiker
- Fuchs, Jürgen (* 1965), deutscher Motorradrennfahrer

###### Fuchs, K
- Fuchs, Karl (1776–1846), deutsch-russischer Arzt, Botaniker, Ethnologe und Hochschullehrer
- Fuchs, Karl (1821–1884), deutscher Hochschulrektor und Abgeordneter des Kurhessischen Kommunallandtages
- Fuchs, Karl (1827–1903), deutscher evangelischer Theologe und Generalsuperintendent
- Fuchs, Karl (1872–1968), deutscher Lithograph, Grafiker und Kunstmaler
- Fuchs, Karl (* 1876), Weingroßhändler und Senator in Danzig
- Fuchs, Karl (* 1876), deutscher Politiker und Abgeordneter der deutschen Minderheit im Schlesischen Parlament
- Fuchs, Karl (1881–1972), Oberbürgermeister von Bad Kissingen
- Fuchs, Karl (1920–1989), deutscher Politiker (CSU), MdL, MdB, MdEP
- Fuchs, Karl (1932–2021), deutscher Geophysiker
- Fuchs, Karl August Ferdinand (1797–1832), deutscher Pfarrer und Schriftsteller
- Fuchs, Karl von (1791–1874), preußischer Generalleutnant
- Fuchs, Karl-Albert (1920–2015), deutscher Architekt, stellvertretender Minister für Wissenschaft der DDR
- Fuchs, Karl-Friedrich (1921–1998), deutscher Journalist und Chefredakteur in der DDR
- Fuchs, Karl-Heinz (1915–1990), deutscher Flottillenadmiral der Bundesmarine
- Fuchs, Karl-Josef (* 1960), deutscher Koch
- Fuchs, Katrin (* 1938), deutsche Politikerin (SPD), MdB
- Fuchs, Kirsten (* 1977), deutsche Schriftstellerin
- Fuchs, Klaus (1911–1988), deutsch-britischer Kernphysiker, sowjetischer „Atomspion“Klaus Fuchs (1911–1988)

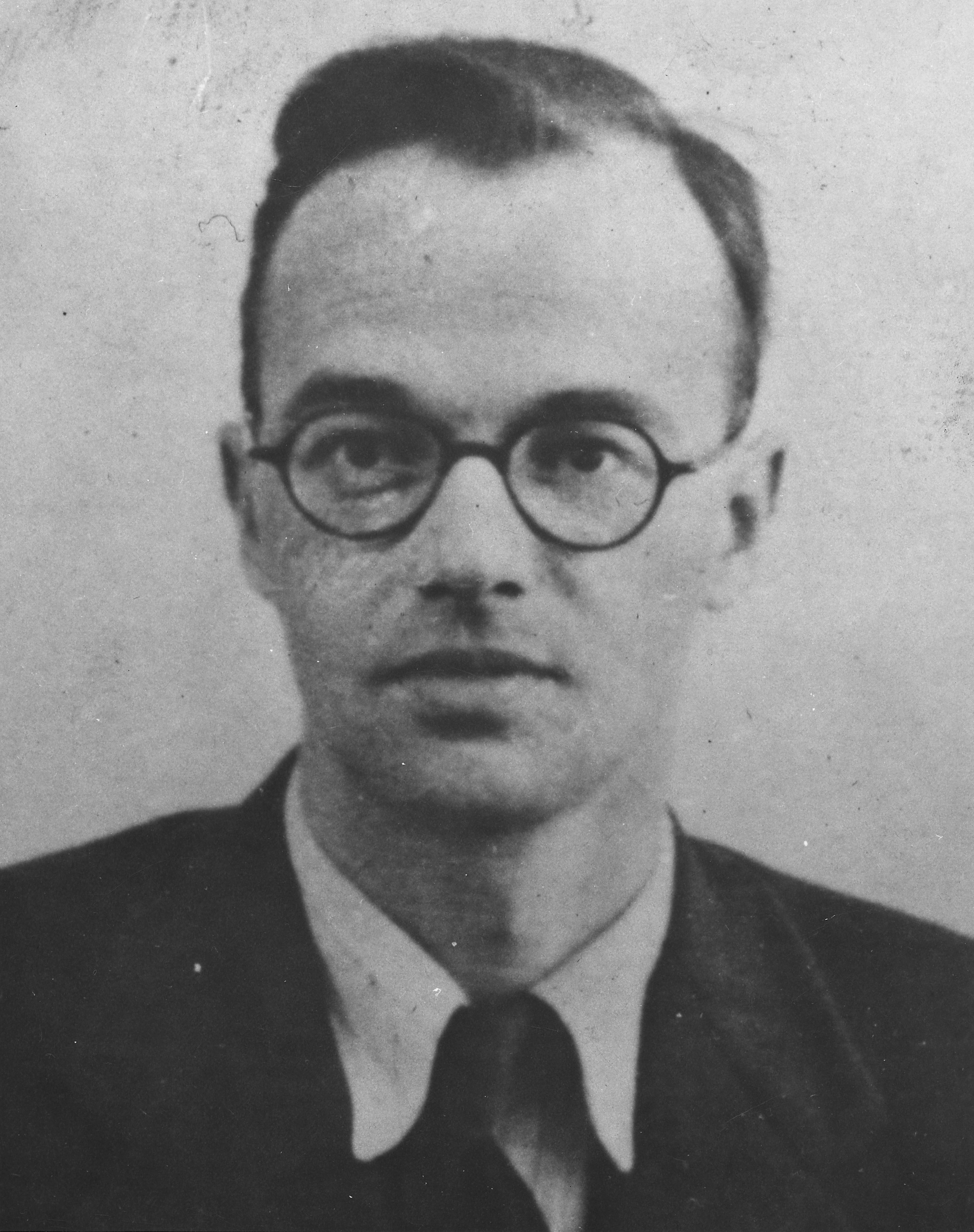
Klaus Fuchs (1911–1988)

- Fuchs, Klaus (* 1966), deutscher Neuzeithistoriker
- Fuchs, Knut (* 1973), deutscher Hundesportler
- Fuchs, Konrad (1928–2015), deutscher Historiker
- Fuchs, Konrad (* 1938), österreichischer Ökonom und Finanzmanager
- Fuchs, Kristina (* 1970), Schweizer Jazzsängerin und -komponistin
- Fuchs, Kseniya (* 1988), ukrainische Autorin, Journalistin
- Fuchs, Kurt (1908–1945), deutscher Gerechter unter den Völkern
- Fuchs, Kurt (1919–1945), österreichischer Deserteur der Wehrmacht und Opfer der NS-Militärjustiz

###### Fuchs, L
- Fuchs, Lainie (* 2004), österreichische Fußballspielerin
- Fuchs, Lara Bianca (* 1980), österreichische Sängerin
- Fuchs, Larissa (* 1983), russisch-deutsche Schauspielerin
- Fuchs, Lars (* 1982), deutscher Fußballspieler
- Fuchs, László (* 1924), ungarisch-US-amerikanischer Mathematiker
- Fuchs, Lazarus (1833–1902), deutscher Mathematiker
- Fuchs, Lennart (* 1999), deutscher Volleyballspieler
- Fuchs, Leo (1911–1994), US-amerikanischer Schauspieler des jiddischen Films
- Fuchs, Leonard (* 2000), deutscher Schauspieler, Regisseur und Filmproduzent
- Fuchs, Leonhart (1501–1566), deutscher pflanzenkundiger MedizinerLeonhart Fuchs (1501–1566)

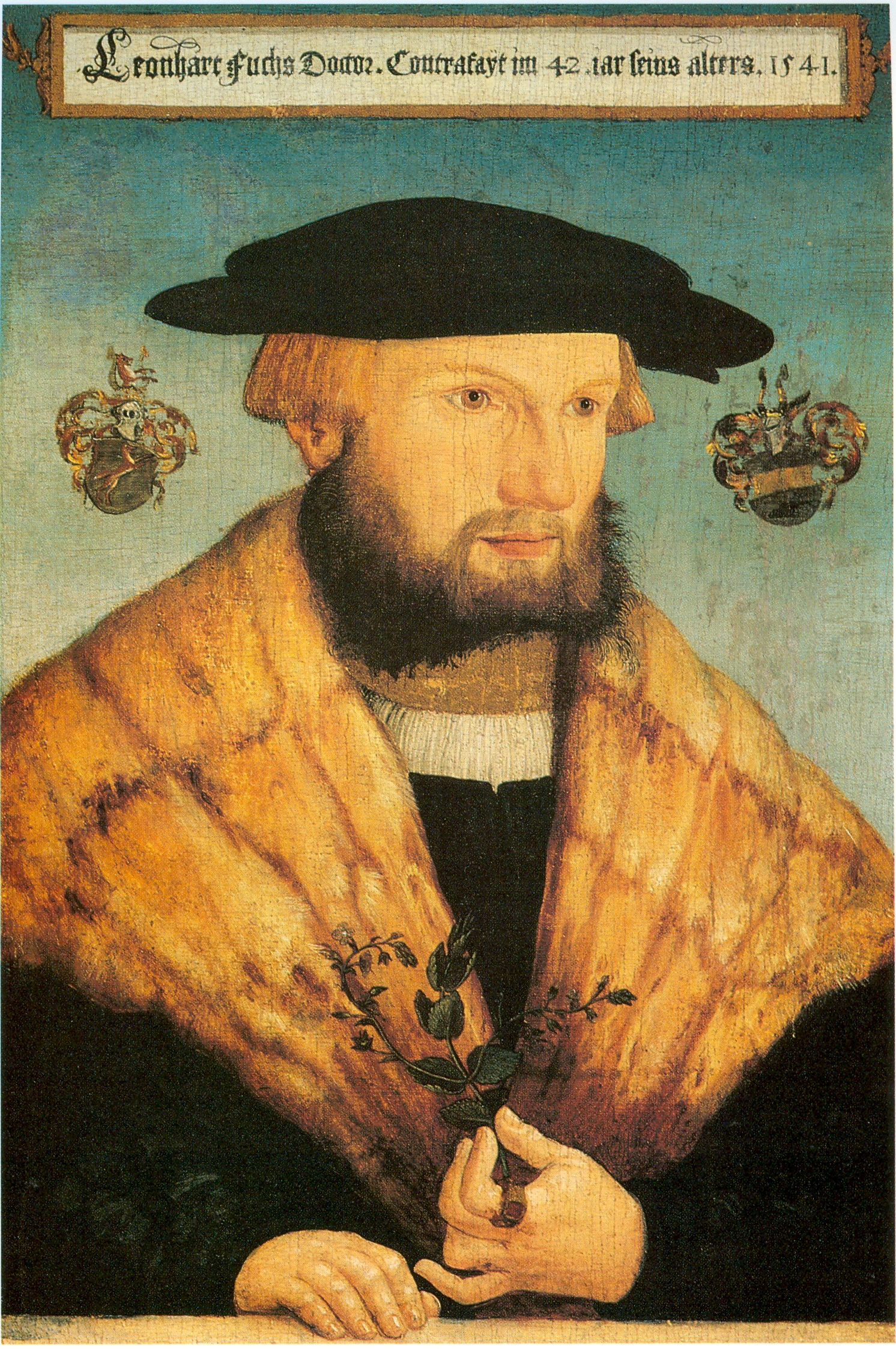
Leonhart Fuchs (1501–1566)

- Fuchs, Leopold (1868–1920), österreichischer Baumeister und Architekt des Historismus
- Fuchs, Lillian (1902–1995), US-amerikanische Bratschistin, Hochschullehrerin und Komponistin
- Fuchs, Limpe (* 1941), deutsche Komponistin, Performance- und Klangkünstlerin
- Fuchs, Lothar (* 1941), deutscher Eishockeyspieler
- Fuchs, Ludwig (1808–1861), deutscher Rechtsanwalt und Politiker, MdL
- Fuchs, Luis (* 1944), österreichischer Politiker (ÖVP), Abgeordneter zum Nationalrat
- Fuchs, Lukas Alfred (* 1991), österreichischer Regisseur, Video/Filmgestalter und Kameramann

###### Fuchs, M
- Fuchs, Mäddel (* 1951), Schweizer Fotograf
- Fuchs, Manfred, österreichischer Ökonom
- Fuchs, Manfred (1924–2000), deutscher Fußballspieler
- Fuchs, Manfred (1938–2014), deutscher Raumfahrtingenieur und Unternehmer Südtiroler Herkunft in der Satellitentechnik und Gründer des Technologiekonzerns OHB
- Fuchs, Manfred (* 1938), deutscher Fußballtorwart
- Fuchs, Marco (* 1962), deutscher Raumfahrtunternehmer
- Fuchs, Marcus († 1573), Dresdner Ratsherr und Bürgermeister
- Fuchs, Margarita (* 1951), österreichische Schriftstellerin
- Fuchs, Maria, deutsche Schauspielerin
- Fuchs, Marianne (1908–2010), deutsche Lehrerin und Autorin, Begründerin der tiefenpsychologischen Körperpsychotherapie Funktionelle Entspannung
- Fuchs, Mario (* 1976), österreichischer Snowboarder
- Fuchs, Mario (* 1985), Schweizer Schauspieler
- Fuchs, Markus (* 1955), Schweizer SpringreiterMarkus Fuchs (* 1955)

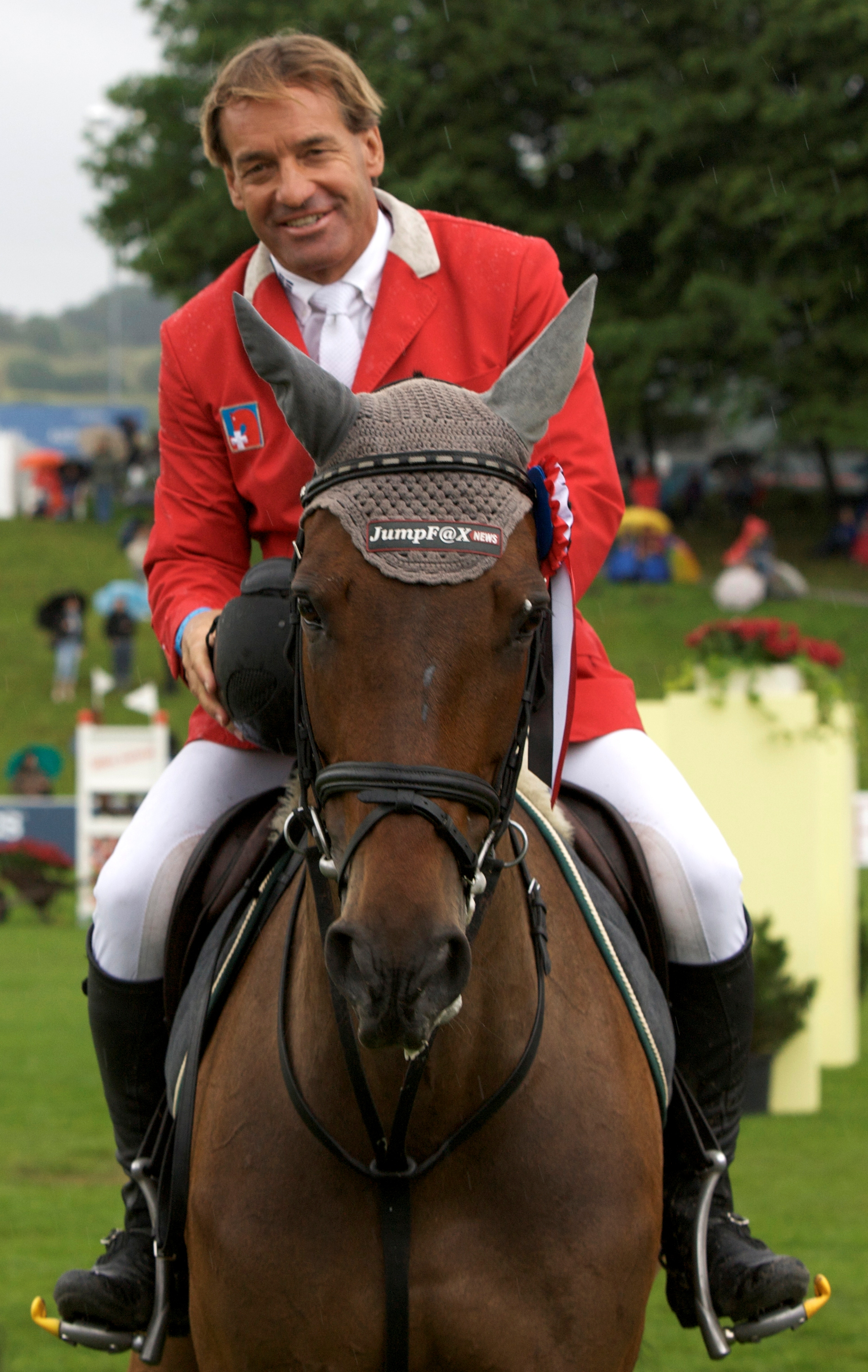
Markus Fuchs (* 1955)

- Fuchs, Markus (* 1968), deutscher Politiker (AfD)
- Fuchs, Markus (* 1980), deutscher Fußballspieler
- Fuchs, Markus (* 1991), deutscher Handballspieler
- Fuchs, Markus (* 1995), österreichischer Sprinter
- Fuchs, Marlene (* 1942), deutsche Leichtathletin
- Fuchs, Marta (1898–1974), deutsche Konzert- und Opernsängerin (Sopran)
- Fuchs, Martha (1892–1966), deutsche Politikerin (SPD), MdL und Oberbürgermeisterin der Stadt Braunschweig
- Fuchs, Martin (1903–1982), deutscher Politiker (CDU), MdL Sachsen-Anhalt
- Fuchs, Martin (1903–1969), österreichischer Journalist und Diplomat
- Fuchs, Martin (* 1992), Schweizer SpringreiterMartin Fuchs (* 1992)

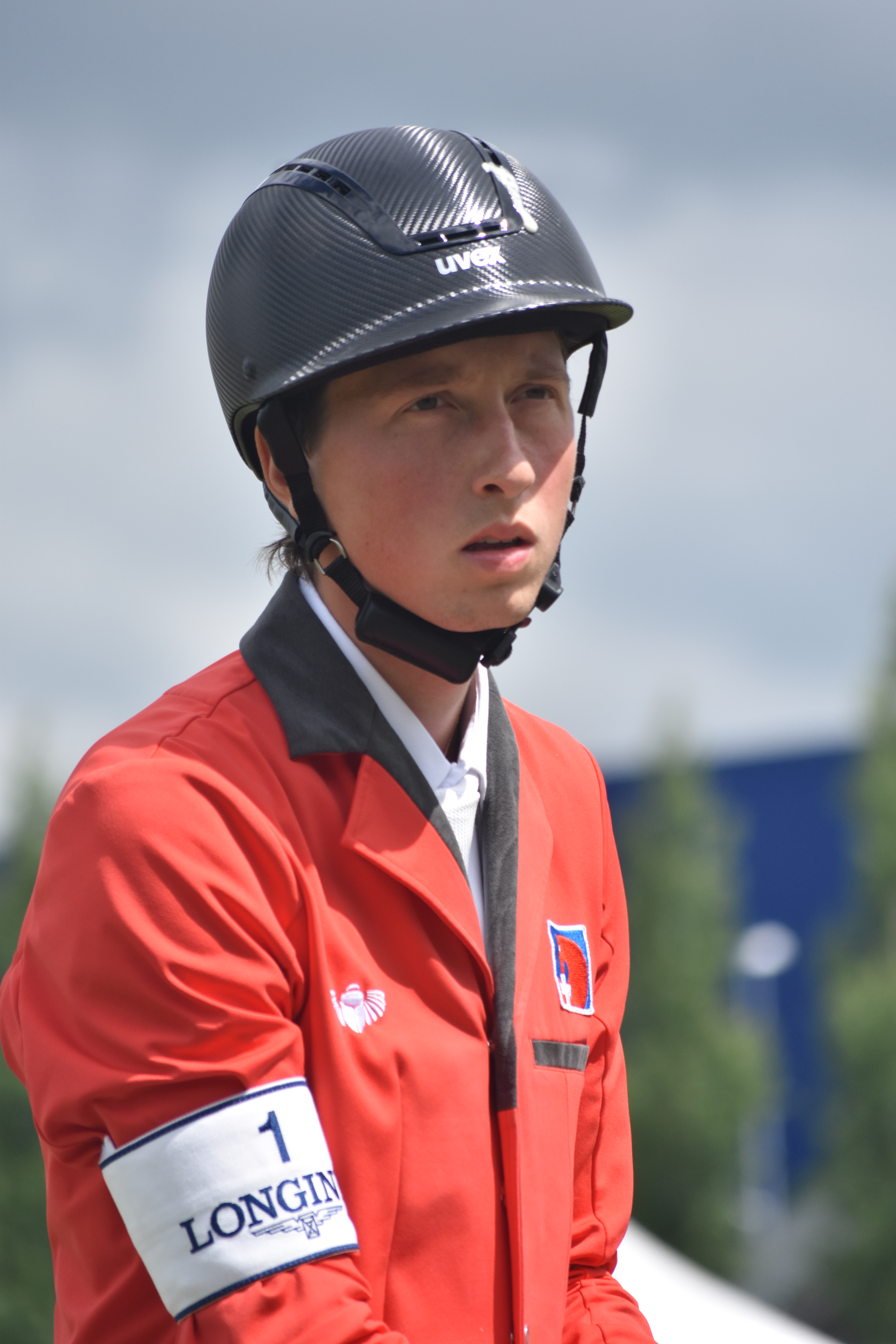
Martin Fuchs (* 1992)

- Fuchs, Mathias (* 1956), österreichischer Künstler, Kunst- und Medientheoretiker
- Fuchs, Matthäus (1830–1915), deutscher Verwaltungsbeamter
- Fuchs, Matthias (1939–2001), deutscher Schauspieler
- Fuchs, Matthias Ägidius, Mitorganisator des Oberländer Aufstandes 1705 in Bayern
- Fuchs, Matthias von (1737–1799), Hessen-kasselscher Generalmajor
- Fuchs, Max (* 1948), deutscher Kulturwissenschaftler und Hochschullehrer
- Fuchs, Maximilian (1863–1942), deutscher Lehrer und Romanist
- Fuchs, Maximilian, deutscher Rechtswissenschaftler
- Fuchs, Michael (1949–2022), deutscher Politiker (CDU), MdB
- Fuchs, Michael (* 1949), deutscher Politiker (CDU) und MdHB
- Fuchs, Michael (* 1952), Maler, Grafiker, Architekt und Dichter
- Fuchs, Michael (* 1962), deutscher Philosoph
- Fuchs, Michael (* 1964), deutscher Priester, Prälat, Generalvikar und Moderator der Kurie des Bistums Regensburg
- Fuchs, Michael (* 1970), deutscher Fußballtrainer
- Fuchs, Michael (1972–2011), österreichischer Fußballtrainer
- Fuchs, Michael (* 1982), deutscher BadmintonspielerMichael Fuchs (* 1982)

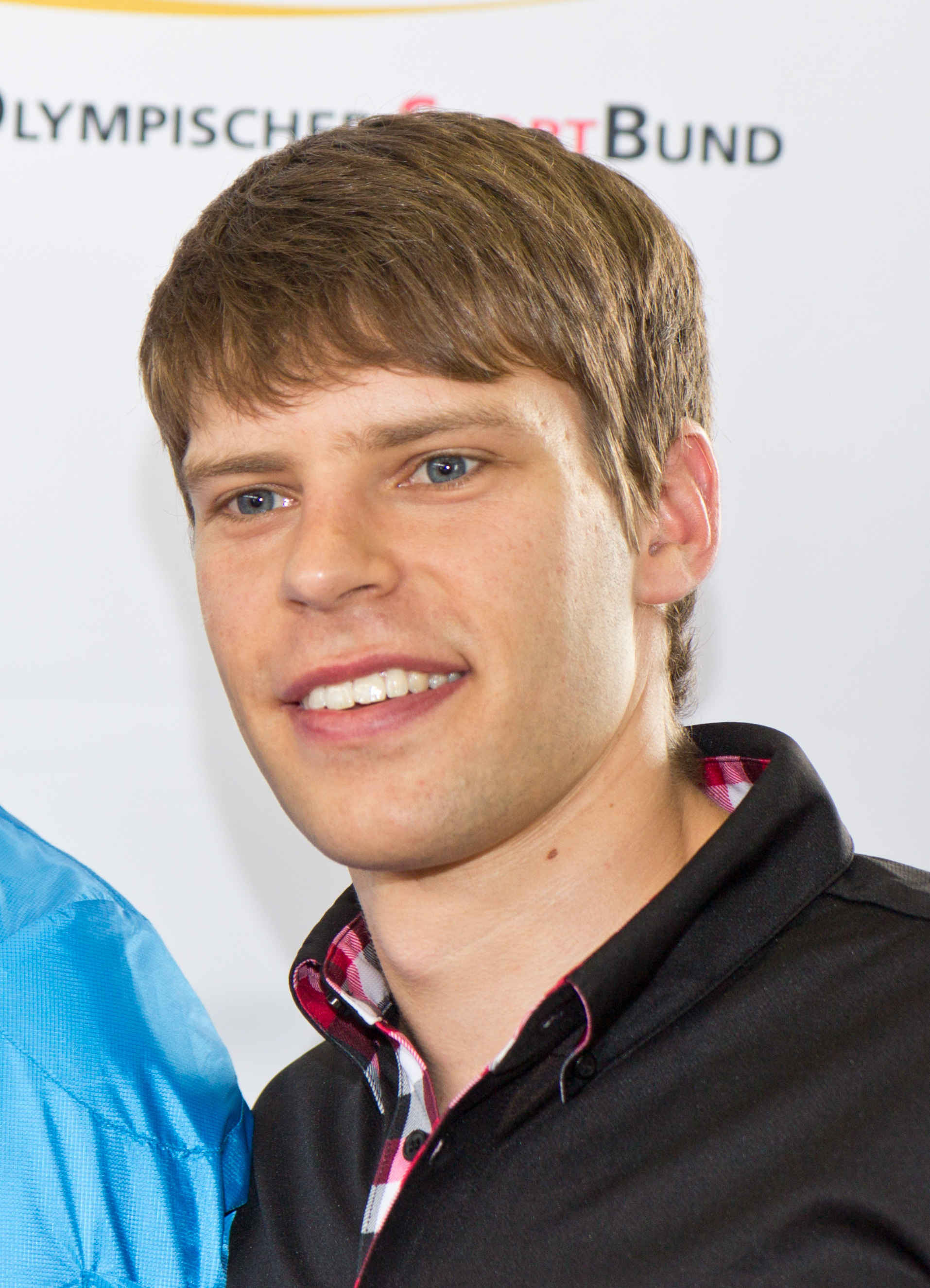
Michael Fuchs (* 1982)

- Fuchs, Michaela (* 1949), deutsche Klassische Archäologin
- Fuchs, Michaela (1969–2018), deutsche Paracyclerin
- Fuchs, Monika (* 1938), deutsche Köchin und Gastronomin
- Fuchs, Moritz (1810–1886), deutscher Richter, Verwaltungsbeamter und Politiker

###### Fuchs, N
- Fuchs, Neven (* 1947), norwegischer Architekt und emeritierter Universitätsprofessor
- Fuchs, Nikolai Albertowitsch (1895–1982), russischer Physikochemiker und Hochschullehrer
- Fuchs, Norbert (1935–2020), deutscher Fußballschiedsrichter
- Fuchs, Norbert Klaus (* 1941), deutscher Autor, Herausgeber und Verleger

###### Fuchs, O
- Fuchs, Oliver (* 1968), Schweizer Fernsehproduzent
- Fuchs, Olivia, britisch-deutsche Opernregisseurin
- Fuchs, Oskar (1866–1927), deutscher Schauspieler
- Fuchs, Oswald (1892–1975), deutscher Politiker (NSDAP)
- Fuchs, Oswald (1933–2015), österreichischer Schauspieler und Regisseur
- Fuchs, Ottmar (1862–1941), deutscher Reichskommissar für die Kohlenverwaltung, Berghauptmann in Bonn
- Fuchs, Ottmar (* 1945), deutscher katholischer Pastoraltheologe
- Fuchs, Otto (1893–1968), österreichischer Fußballspieler
- Fuchs, Otto (1897–1987), deutscher Luftfahrtpionier und langjähriger Ausbildungs- und Wissenschaftsmanager der deutschen Luftfahrt
- Fuchs, Otto (1911–2000), deutscher Maler
- Fuchs, Otto Hartmut (1919–1987), deutscher Redakteur und Funktionär der DDR-CDU

###### Fuchs, P
- Fuchs, Patrice (* 1973), österreichische Journalistin und Autorin
- Fuchs, Patrick (* 1978), deutscher Musiker, Sänger und MultiinstrumentalistPatrick Fuchs (* 1978)

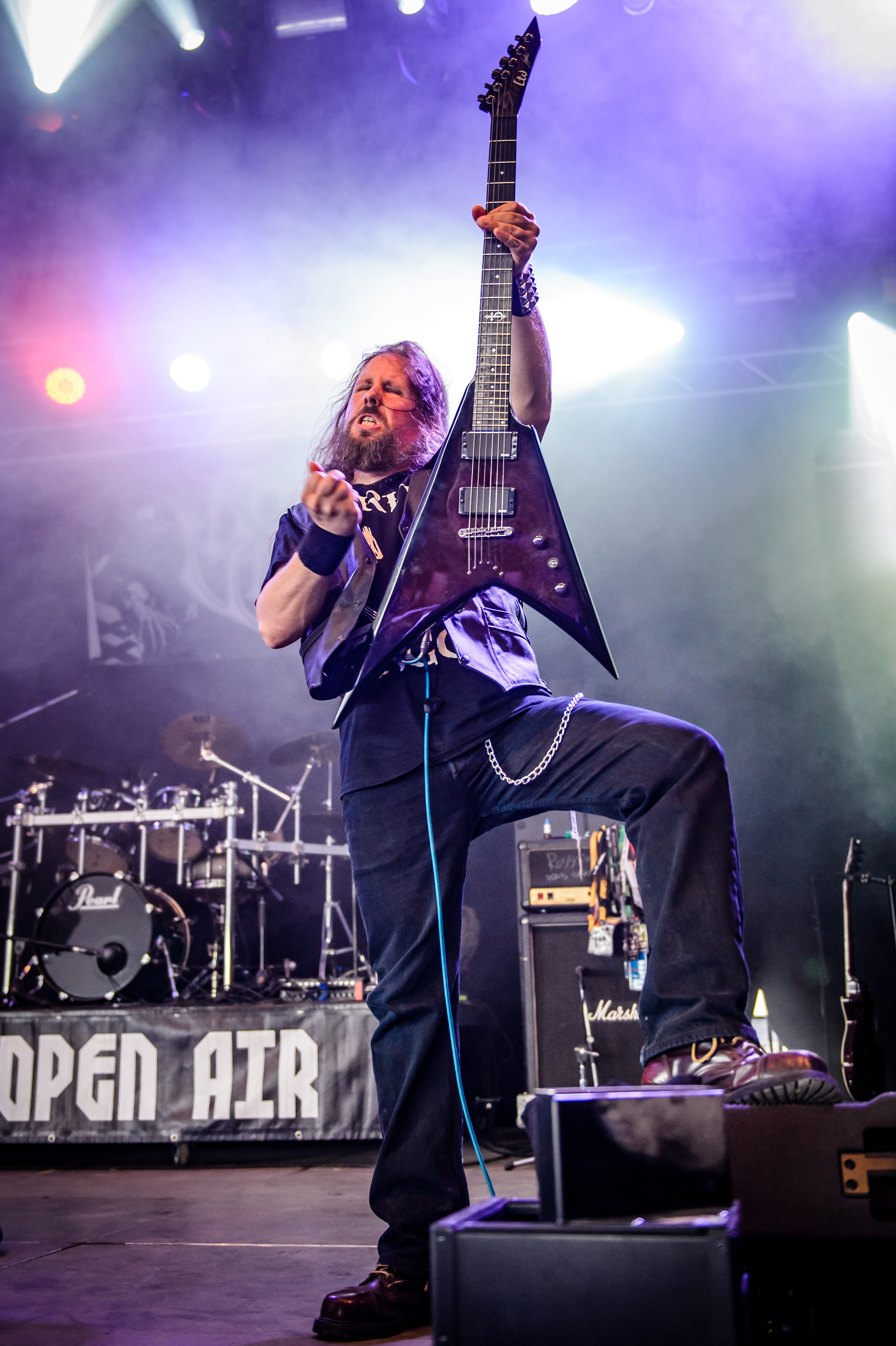
Patrick Fuchs (* 1978)

- Fuchs, Patrick J. (* 1988), US-amerikanisches Mitglied der amerikanischen Regulierungsbehörde Surface Transportation Board
- Fuchs, Paul (* 1936), deutscher Bildhauer und Klangkünstler
- Fuchs, Paul von (1640–1704), brandenburgisch-preußischer Minister
- Fuchs, Paula (1922–2013), deutsche Politikerin (CDU)
- Fuchs, Peter (1829–1898), deutscher Bildhauer
- Fuchs, Peter (1921–2003), deutscher Journalist und Heimatforscher
- Fuchs, Peter (1928–2020), österreichischer Ethnologe
- Fuchs, Peter (* 1949), deutscher SoziologePeter Fuchs (* 1949)

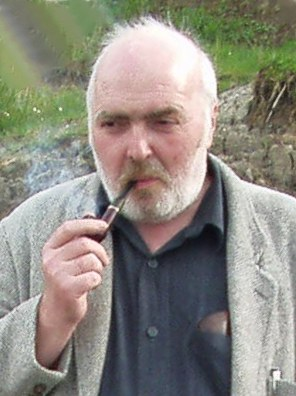
Peter Fuchs (* 1949)

- Fuchs, Peter (1955–1980), britischer Skirennläufer
- Fuchs, Philipp (1859–1931), deutscher Verwaltungsbeamter und Richter
- Fuchs, Piet (* 1964), deutscher Schauspieler, DJ, Autor, Filmemacher und Moderator

###### Fuchs, R
- Fuchs, Ralf-Peter (* 1956), deutscher Historiker und Saxophonist
- Fuchs, Raphael (* 1980), Schweizer Bobfahrer
- Fuchs, Reichard (1728–1786), oberfränkischer Bürgermeister, Gastwirt, Kirchen- und Spitalpfleger
- Fuchs, Reinhard (* 1955), deutscher Sportpsychologe und Hochschullehrer
- Fuchs, Reinhard (* 1974), österreichischer Komponist
- Fuchs, Reinhart (1934–2017), deutscher Schachspieler
- Fuchs, Reinhold (1858–1938), deutscher Lehrer und Dichter
- Fuchs, Richard (1873–1938), deutscher Bildhauer und Politiker (SPD), MdR
- Fuchs, Richard (1873–1944), deutscher Mathematiker
- Fuchs, Richard (1887–1947), deutscher Architekt und Komponist
- Fuchs, Richard Friedrich (* 1870), deutscher Physiologe und Abgeordneter im preußischen Staatsrat
- Fuchs, Robert (1847–1927), österreichischer Komponist der Romantik
- Fuchs, Robert (1891–1958), deutscher Fußballspieler und Fußballtrainer
- Fuchs, Robert (1895–1977), deutscher Generalmajor der Luftwaffe im Zweiten Weltkrieg
- Fuchs, Rosemarie (1941–2002), deutsche Ingenieurin und Politikerin (FDP), MdL
- Fuchs, Rudi (* 1942), niederländischer Kunsthistoriker
- Fuchs, Rudolf (1861–1945), österreichischer Theaterschauspieler
- Fuchs, Rudolf (1868–1918), österreichischer Porträtmaler
- Fuchs, Rudolf (1890–1942), tschechischer Schriftsteller
- Fuchs, Rupert (1892–1962), Landschaftsfotograf des westlichen Erzgebirges
- Fuchs, Rupert (* 1964), österreichischer Politiker (GRÜNE), Salzburger Landtagsabgeordneter
- Fuchs, Rutger (1682–1753), schwedischer Freiherr, Generalmajor, Ritter des Seraphinenorden, Kommandeur des Schwertorden und Oberstatthalter in Stockholm
- Fuchs, Ruth (1946–2023), deutsche Leichtathletin, Olympiasiegerin und Politikerin (PDS), MdV, MdB, MdLRuth Fuchs (1946–2023)

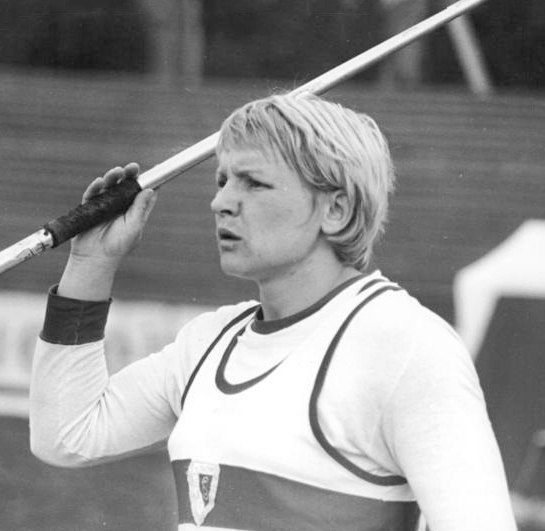
Ruth Fuchs (1946–2023)

###### Fuchs, S
- Fuchs, Salome (* 1993), Schweizer Skispringerin
- Fuchs, Samir (* 1977), deutscher Schauspieler und Synchronsprecher mit ägyptischen Wurzeln
- Fuchs, Sara (* 1993), deutsche Filmschauspielerin
- Fuchs, Sebastian (* 1986), deutscher Volleyball- und BeachvolleyballspielerSebastian Fuchs (* 1986)

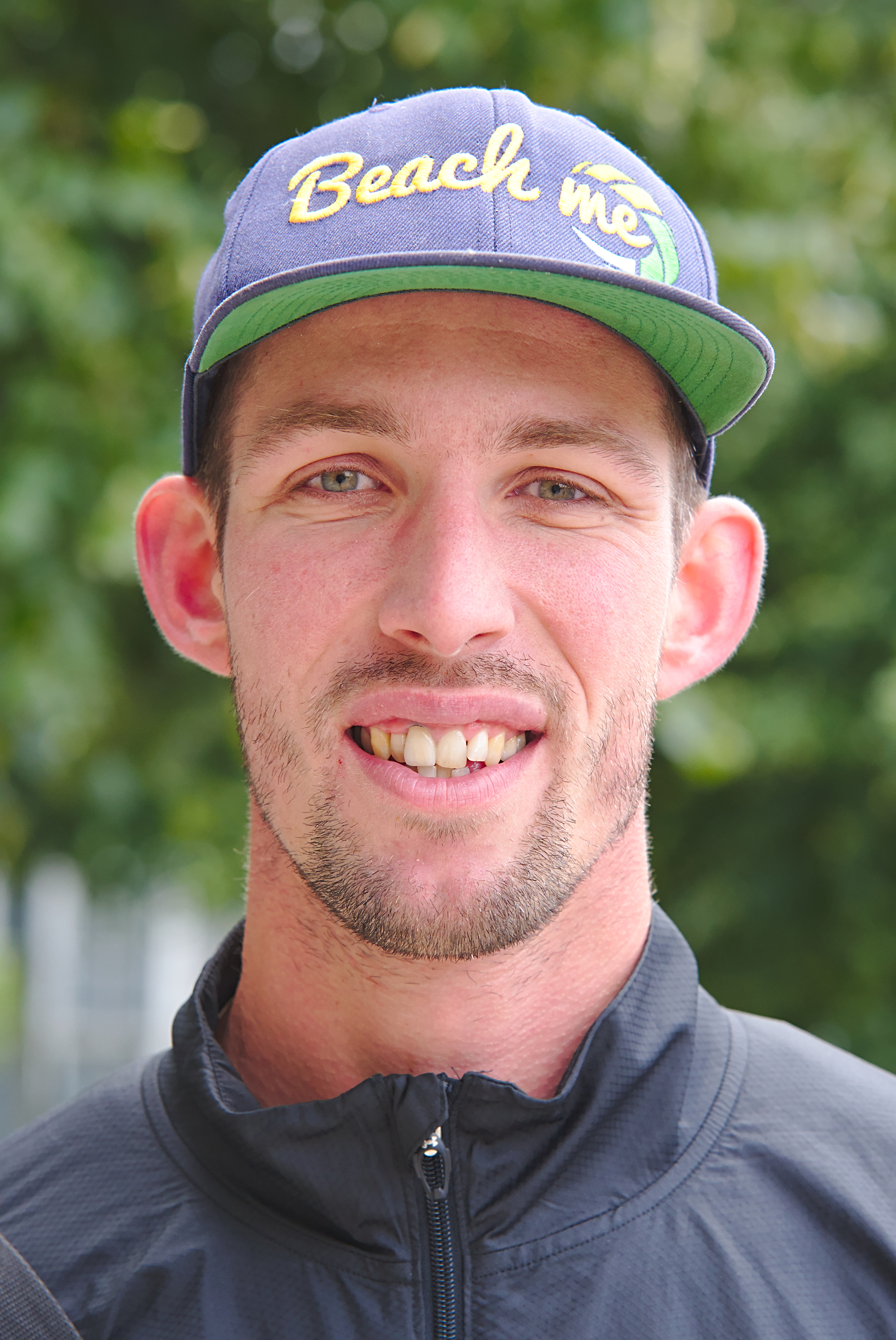
Sebastian Fuchs (* 1986)

- Fuchs, Sergej (* 1987), deutscher Radrennfahrer
- Fuchs, Siegfried (1903–1978), deutscher Buchbinder, Archäologe und NS-Funktionär
- Fuchs, Sina (* 1992), deutsche Volleyballspielerin
- Fuchs, Stanislaus (1864–1942), deutscher Schauspieler und Intendant
- Fuchs, Stefan (* 1963), deutscher Cellist
- Fuchs, Stefanie (* 1975), deutsche Politikerin (Die Linke), MdA
- Fuchs, Stephen (1908–2000), österreichischer Anthropologe, Soziologe, Folklorist und Missionar

###### Fuchs, T
- Fuchs, Taylor (* 1987), kanadisches Model
- Fuchs, Teodoro (1908–1969), argentinischer Dirigent und Musikpädagoge
- Fuchs, Theobald (* 1969), deutscher Schriftsteller und promovierter Germanist, Mathematiker und Physiker
- Fuchs, Theobald von (1852–1943), deutscher Politiker, Bürgermeister von Bad Kissingen
- Fuchs, Theodor (1842–1925), österreichischer Geologe, Paläontologe und Museumskustos
- Fuchs, Theodor (1861–1933), deutscher Verwaltungsjurist und Politiker
- Fuchs, Theodor (1868–1942), deutscher Marineoffizier, zuletzt Konteradmiral im Ersten Weltkrieg
- Fuchs, Therese (1849–1910), deutsche Landschaftsmalerin der Düsseldorfer Schule
- Fuchs, Thomas (* 1957), Schweizer Springreiter
- Fuchs, Thomas (* 1958), deutscher Psychiater und Philosoph in Heidelberg
- Fuchs, Thomas (* 1964), deutscher Autor und Journalist
- Fuchs, Thomas (* 1964), deutscher Bibliothekar und Historiker
- Fuchs, Thomas (* 1965), deutscher Jurist, Medienmanager und Datenschutzbeauftragter
- Fuchs, Thomas (* 1966), Schweizer Politiker (SVP)Thomas Fuchs (* 1966)

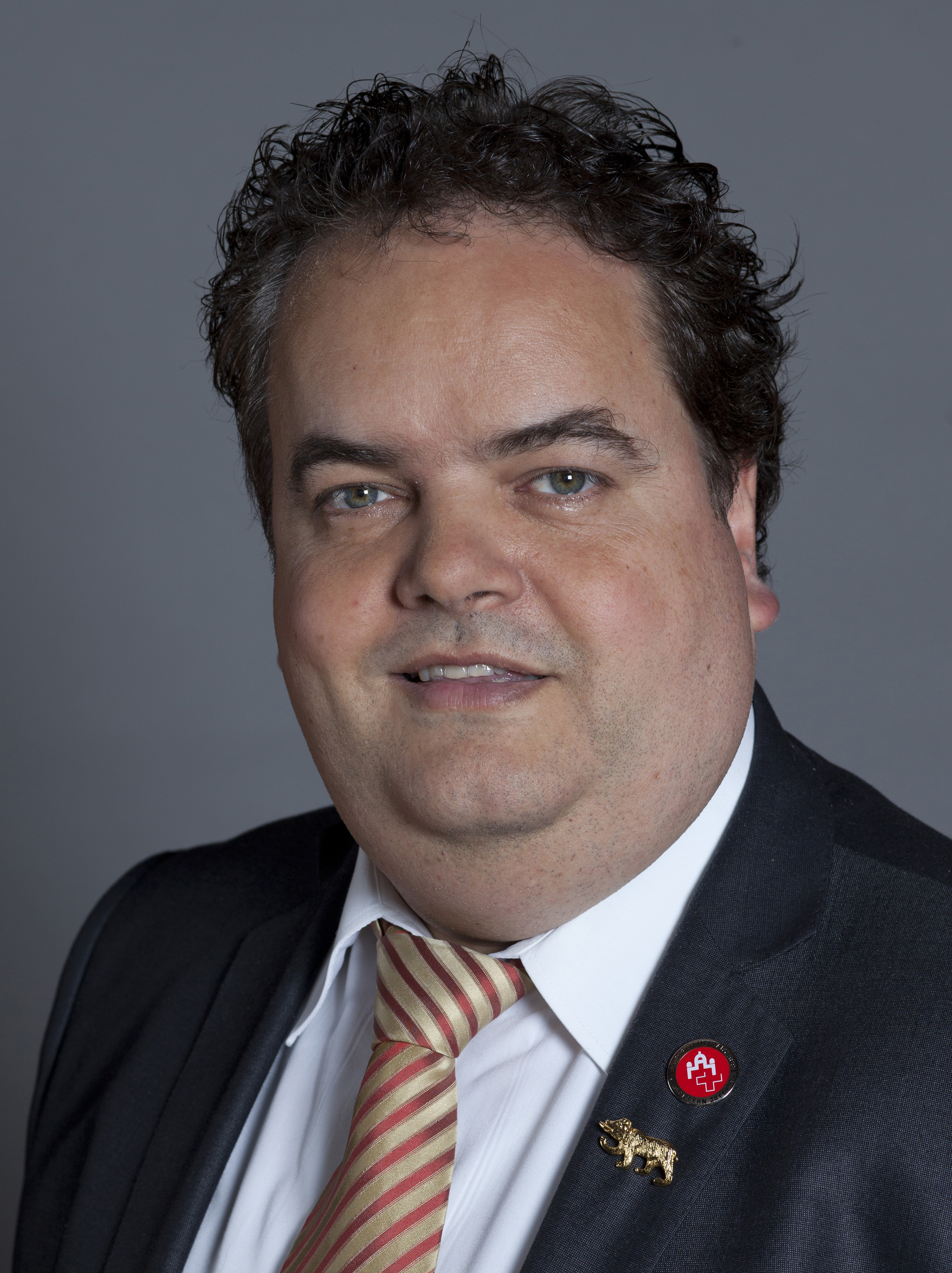
Thomas Fuchs (* 1966)

- Fuchs, Thorsten (* 1979), deutscher Pädagoge
- Fuchs, Tillmann (* 1965), österreichischer Politiker (FRANK) und Medienmanager
- Fuchs, Tim (* 1997), deutscher Skispringer
- Fuchs, Traugott (1906–1997), deutscher Literaturprofessor, Philologe und Maler

###### Fuchs, U
- Fuchs, Uli (* 1943), deutscher Fotograf, Grafik-Designer und Jazzkritiker
- Fuchs, Urban (* 1957), Schweizer Radrennfahrer
- Fuchs, Urs (* 1955), deutscher Musiker und Multiinstrumentalist
- Fuchs, Ursel (1937–2022), deutsche Redakteurin, Journalistin und Sachbuch-Autorin
- Fuchs, Ursula (1933–2020), deutsche Kinderbuchautorin
- Fuchs, Uwe (* 1956), deutscher Fußballspieler
- Fuchs, Uwe (* 1966), deutscher Fußballspieler und -trainer

###### Fuchs, V
- Fuchs, Valentin (1839–1899), deutscher Rechtsanwalt und der erste rechtskundige Bürgermeister von Kissingen
- Fuchs, Valtin († 1558), kursächsischer Beamter
- Fuchs, Valtin junior, kursächsischer Beamter
- Fuchs, Vanessa (* 1996), deutsches ModelVanessa Fuchs (* 1996)

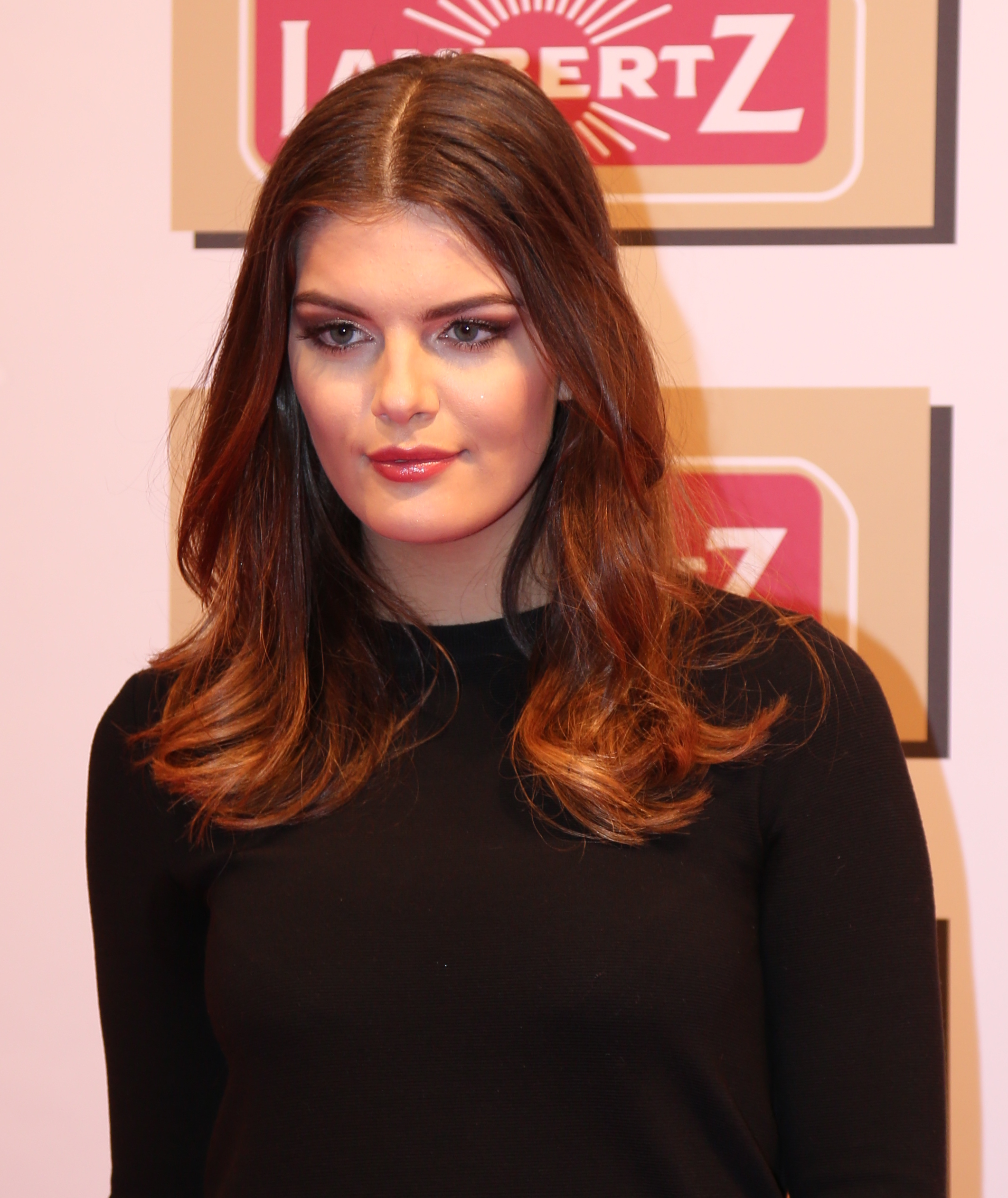
Vanessa Fuchs (* 1996)

- Fuchs, Viktor von (1840–1921), österreichischer Jurist und Politiker (CSP), Landtagsabgeordneter, Abgeordneter zum Nationalrat
- Fuchs, Viktoria (* 1990), deutsche Köchin und Gastwirtin
- Fuchs, Vincenz (1938–2001), deutscher Fußballspieler
- Fuchs, Vinzenz (1888–1968), deutscher Theologe, Dompropst und Senator (Bayern)
- Fuchs, Virginia (* 1988), US-amerikanische Boxerin
- Fuchs, Vivian (1908–1999), britischer Geologe und Polarforscher

###### Fuchs, W
- Fuchs, Walter (1891–1957), österreichisch-deutscher Chemiker
- Fuchs, Walter (1902–1979), deutscher Sinologe
- Fuchs, Walter (1915–1979), deutscher Kommunalpolitiker
- Fuchs, Walter (* 1935), deutscher Hörfunkmoderator und Autor
- Fuchs, Walter, deutscher Tischtennisspieler
- Fuchs, Walter (* 1950), österreichischer Jurist und Ministerialbeamter
- Fuchs, Walter (* 1958), österreichischer Basketballspieler
- Fuchs, Walter Andreas (1929–1995), Schweizer Radiologe
- Fuchs, Walter Heinrich (1904–1981), deutscher Phytomediziner
- Fuchs, Walter Robert (1937–1976), deutscher Sachbuchautor
- Fuchs, Walther (1891–1982), württembergischer Jurist, Präsident des württembergisch-badischen Verwaltungsgerichtshofs (1956)
- Fuchs, Walther Peter (1905–1997), deutscher Historiker und Hochschullehrer
- Fuchs, Wenzel (* 1963), österreichischer Klarinettist
- Fuchs, Werner (1891–1976), deutscher Admiral
- Fuchs, Werner (1907–1945), deutscher Theaterschauspieler
- Fuchs, Werner (1927–2016), deutscher klassischer Archäologe
- Fuchs, Werner (1937–1985), österreichischer Geologe
- Fuchs, Werner (1948–1999), deutscher Fußballspieler und -trainer
- Fuchs, Werner (* 1949), deutscher Verleger, Autor, Herausgeber und Rollenspielpionier
- Fuchs, Wilhelm (1802–1853), österreichischer Montanwissenschaftler
- Fuchs, Wilhelm (1886–1973), deutscher Bibliothekar und Jurist
- Fuchs, Wilhelm (1898–1947), deutscher Agrarwissenschaftler, SS-Führer, Polizist und Kriegsverbrecher
- Fuchs, Wilhelm (1923–2020), österreichischer Landwirt und Politiker (ÖVP)
- Fuchs, Wilhelm Cornelius (* 1826), Bürgermeister und Mitglied der Landstände des Herzogtums Nassau
- Fuchs, Wiltrud (* 1945), deutsche Kirchenmusikerin
- Fuchs, Wolfgang (1915–1997), deutsch-US-amerikanischer Mathematiker
- Fuchs, Wolfgang (1939–2001), deutscher Fluchthelfer an der innerdeutschen Grenze
- Fuchs, Wolfgang (* 1948), deutscher Rockmusiker
- Fuchs, Wolfgang (1949–2016), deutscher Saxophonist und Bassklarinettist
- Fuchs, Wolfgang (* 1955), deutscher Musiker und Komponist
- Fuchs, Wolfgang J. (1945–2020), deutscher Sachbuchautor, Journalist, Übersetzer und Filmexperte

##### Fuchs-

###### Fuchs-B
- Fuchs-Brause, Doris (* 1938), US-amerikanische Kunstturnerin

###### Fuchs-C
- Fuchs-Charrier, Joachim (* 1954), deutscher Jazz-Drummer

###### Fuchs-D
- Fuchs-Dreisbach, Anke (* 1977), deutsche Politikerin (CDU), MdL

###### Fuchs-G
- Fuchs-Gamböck, Michael (* 1965), deutscher Redakteur und Autor
- Fuchs-Gerber, Dolorita (* 1968), Schweizer Triathletin

###### Fuchs-H
- Fuchs-Heinritz, Werner (1941–2018), deutscher Soziologe

###### Fuchs-K
- Fuchs-Kamp, Adelheid (1890–1978), deutsche Psychoanalytikerin
- Fuchs-Kittowski, Frank (* 1970), deutscher Informatiker und Professor für Umweltinformatik
- Fuchs-Kittowski, Klaus (* 1934), deutscher Informatiker und Wissenschaftsphilosoph
- Fuchs-Kittowski, Marlene (* 1936), deutsche Psychologin

###### Fuchs-L
- Fuchs-Liska, Robert (1870–1935), deutscher Schauspieler und Schriftsteller

###### Fuchs-M
- Fuchs-Mollard, Karoline von (1675–1754), österreichische Erzieherin und ObersthofmeisterinKaroline von Fuchs-Mollard (1675–1754)

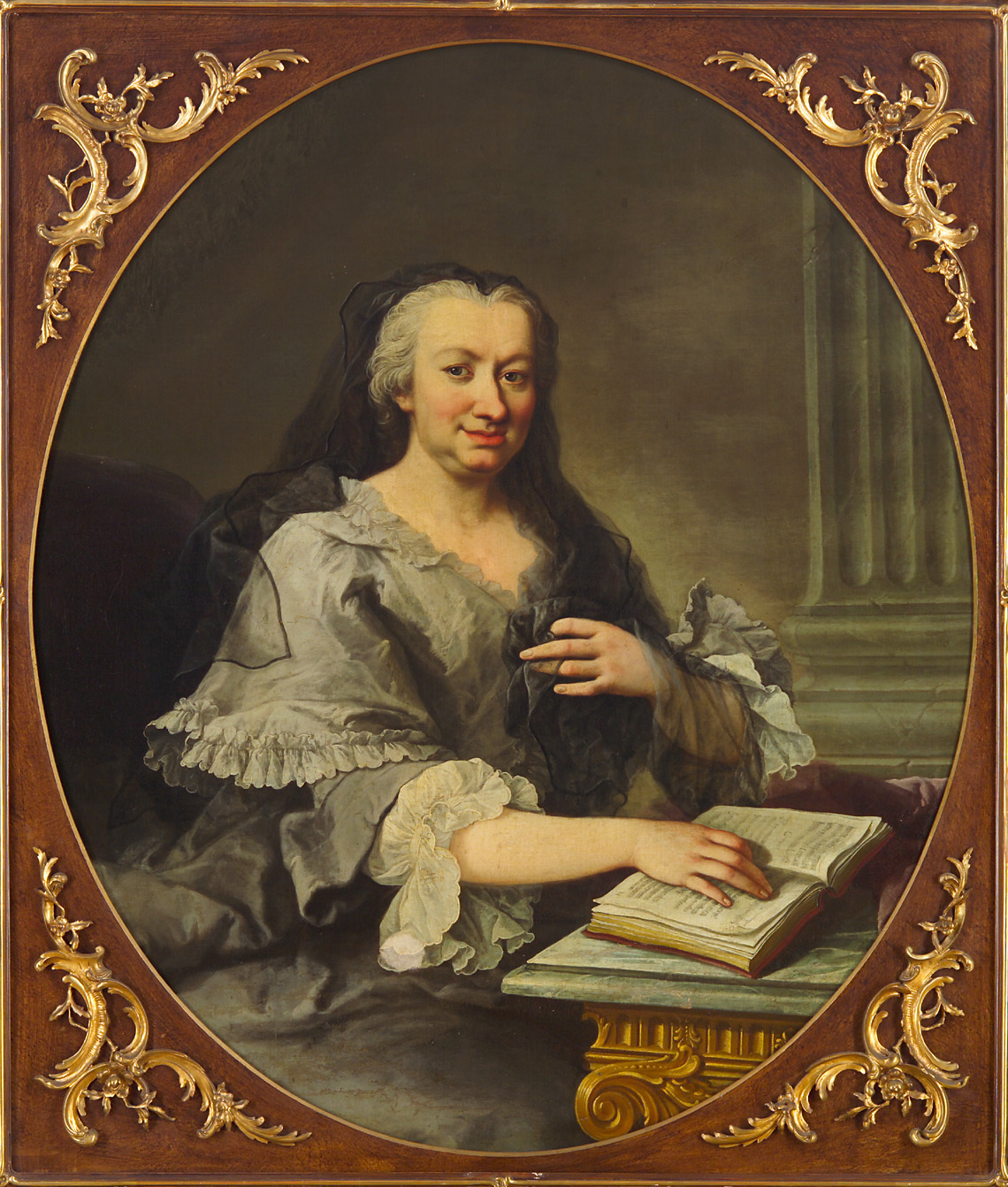
Karoline von Fuchs-Mollard (1675–1754)

###### Fuchs-R
- Fuchs-Robetin, Anja (* 1996), österreichische Basketballspielerin
- Fuchs-Robettin, Hanna (1894–1964), tschechoslowakisch-US-amerikanische Muse Alban Bergs

###### Fuchs-S
- Fuchs-Schönbach, Ernst (1894–1975), deutscher Kirchenmusiker und Komponist
- Fuchs-Schündeln, Nicola (* 1972), deutsche Ökonomin

##### Fuchsb
- Fuchsberger, Franz (1910–1992), österreichischer Fußballspieler
- Fuchsberger, Joachim (1927–2014), deutscher Schauspieler, Synchronsprecher, Hörbuchsprecher und EntertainerJoachim Fuchsberger (1927–2014)

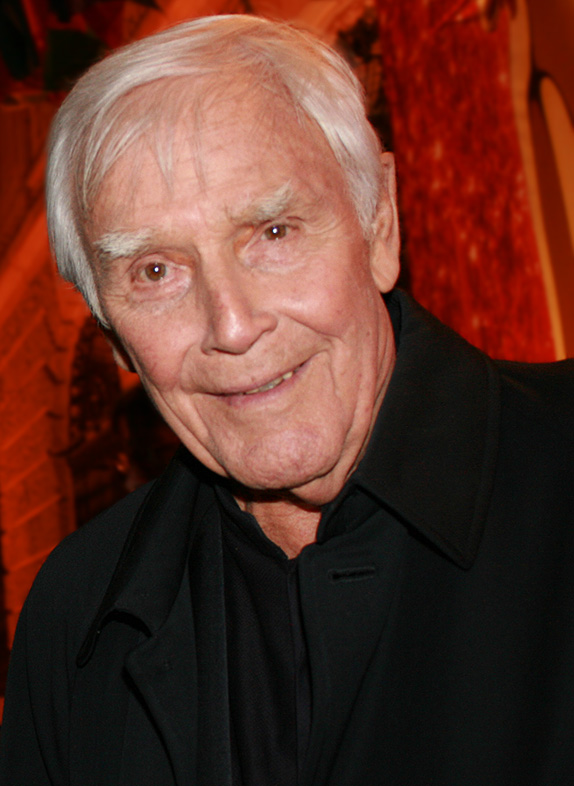
Joachim Fuchsberger (1927–2014)

- Fuchsberger, Ortolph, deutscher Jurist
- Fuchsberger, Sebastian (* 1971), österreichischer Posaunist und Sänger (Tenor)
- Fuchsberger, Thomas (1957–2010), deutscher Schlagersänger
- Fuchsberger-Staufer, Verena (* 1983), österreichische Sozialwissenschaftlerin und Informatikerin
- Fuchsbichler, Erwin (* 1952), österreichischer Fußballspieler
- Fuchsbichler, Gerald (1943–1995), österreichischer Fußballspieler
- Fuchsbichler, Heinz (* 1967), österreichischer Fußballspieler
- Fuchsbüchler, Josef (1884–1950), deutscher Brauereibesitzer und Kommunalpolitiker

##### Fuchse
- Füchsel, Georg Christian (1722–1773), deutscher Geologe
- Füchsel, Hans (1878–1944), deutscher Bibliothekar
- Fuchsenberger, Fritz (1876–1945), deutscher Architekt und Hochschullehrer

##### Fuchsh
- Fuchshofer, Marco (* 2001), österreichischer Fußballspieler
- Fuchshuber, Annegert (1940–1998), deutsche Illustratorin
- Fuchshuber, Erich J. (1945–1990), deutscher Politiker (CDU), MdL

##### Fuchsi
- Fuchsi (1950–2000), deutscher Karikaturist und Comiczeichner
- Fuchsik, Ludwig A. (1853–1920), österreichischer Architekt
- Fuchsius, Johann Engelbert (1754–1823), deutscher Jurist und Politiker
- Fuchsius, Joseph von (1793–1854), deutscher Lokalpolitiker; Oberbürgermeister von Düsseldorf

##### Fuchsl
- Füchsl, Franziska (* 1991), österreichische Lyrikerin
- Fuchsloch, Christine (* 1964), deutsche Juristin, Richterin und Präsidentin des Landessozialgerichts
- Fuchsloch, Josef (1896–1973), deutscher KZ-Aufseher
- Fuchslocher, Jörg (* 1964), deutscher Fußballspieler

##### Fuchso
- Fuchsová, Helena (1965–2021), tschechische Leichtathletin
- Fuchsová, Žaneta (* 1972), tschechoslowakische Kinderschauspielerin

##### Fuchss
- Fuchß, Peter G. (* 1946), deutscher Agrarökonom insbesondere der Weinwirtschaft
- Fuchssteiner, Felix (* 1975), deutscher RegisseurFelix Fuchssteiner (* 1975)

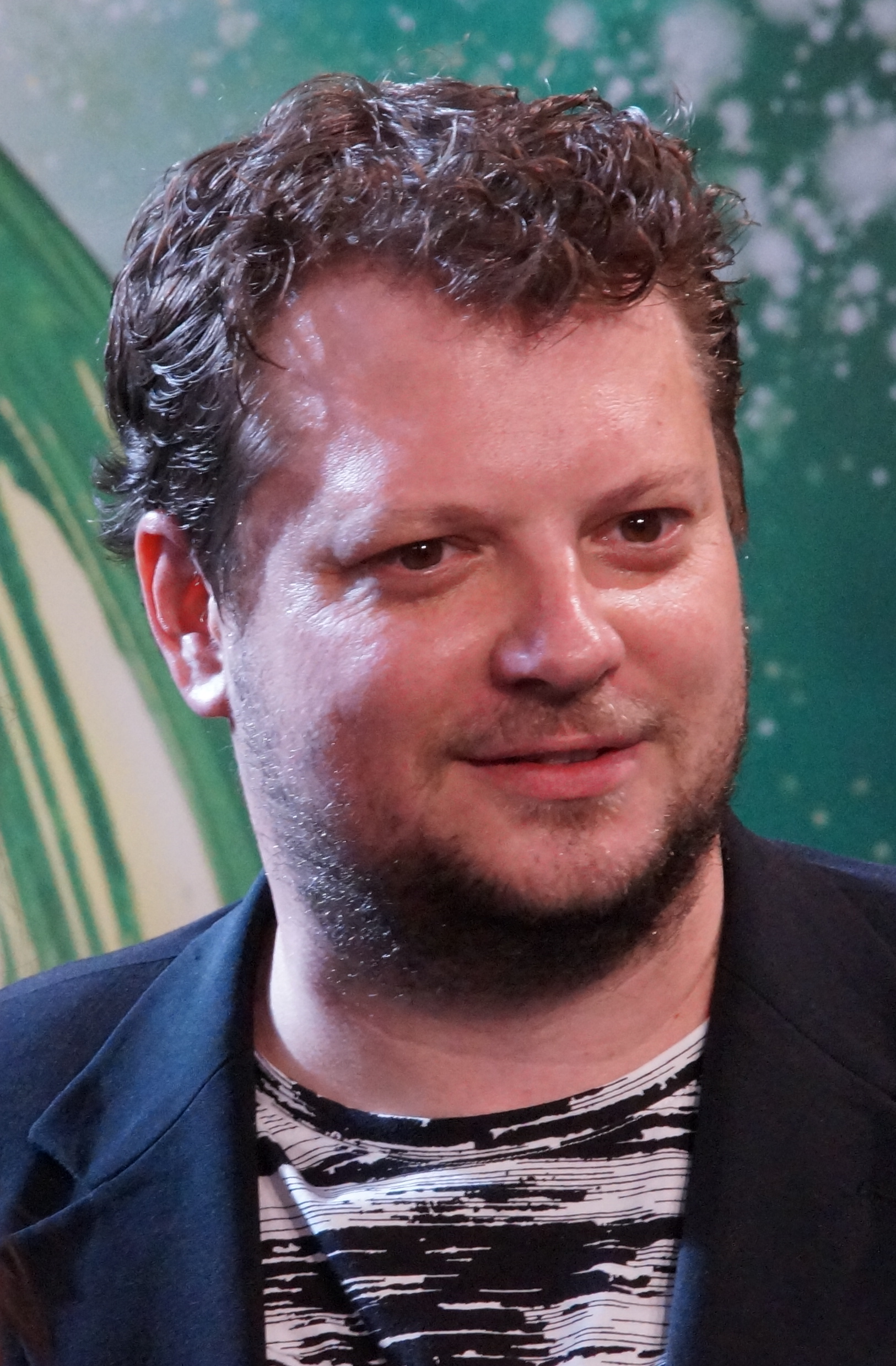
Felix Fuchssteiner (* 1975)

- Fuchssteiner, Wilhelm (1908–1982), deutscher Bauingenieur

#### Fucht
- Füchtbauer, Christian (1877–1959), deutscher Experimentalphysiker und Hochschulprofessor
- Füchtbauer, Hans (1921–2004), deutscher Geologe
- Fuchte, Johann von (1568–1622), deutscher evangelischer Theologe
- Fuchtel, Hans-Joachim (* 1952), deutscher Politiker (CDU), MdB
- Füchting, Johann (1571–1637), Lübecker Kaufmann, Ratsherr und Mäzen
- Füchtner, Friedrich Wilhelm (1844–1923), deutscher Kunsthandwerker aus dem Erzgebirge

### Fuci
- Fucien, Brunel (* 1984), haitianischer Fußballspieler
- Fucigna, Ceccardo Egidio (1834–1884), italienisch-britischer Bildhauer
- Fučík, Bedřich (1900–1984), tschechischer Literaturkritiker, Editor und Übersetzer
- Fucik, Bernhard (* 1990), österreichischer Fußballspieler
- Fucik, Emil (1912–1989), österreichischer Politiker (SPÖ), Landtagsabgeordneter
- Fučík, Josef (1890–1955), tschechischer Maler
- Fučík, Josef (1933–2018), tschechischer Offizier und Militärhistoriker
- Fučík, Julius (1872–1916), tschechischer Komponist und KapellmeisterJulius Fučík (1872–1916)

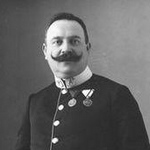
Julius Fučík (1872–1916)

- Fučík, Julius (1903–1943), tschechischer Schriftsteller, Journalist und kommunistischer Kulturpolitiker
- Fučík, Svatopluk (1944–1979), tschechischer Mathematiker und Hochschullehrer
- Fučík, Tomáš (* 1994), tschechischer Eishockeyspieler
- Fučík, Vít (1733–1804), böhmischer angeblicher Flugpionier
- Fucil, Hortensio (1939–2018), venezolanischer Leichtathlet
- Fucile, Jorge (* 1984), uruguayischer Fußballspieler
- Fucini, Renato (1843–1921), italienischer Schriftsteller

### Fuck
- Fück, Johann (1894–1974), deutscher Orientalist
- Fučka, Gregor (* 1971), italienischer Basketballspieler
- Fuckel, Leopold (1821–1876), deutscher Mykologe und Botaniker
- Fucker, Otto (1883–1941), deutscher Architekt
- Fuckeradt, Bernhard (1601–1662), Jesuit und Maler
- Fuckert, Stefan (* 1984), deutscher Moderator und Unternehmer
- Fuckface, Luise, deutsche Sängerin und Musikerin
- Fücks, Ralf (* 1951), deutscher Politiker (Grüne) und StiftungsfunktionärRalf Fücks (* 1951)

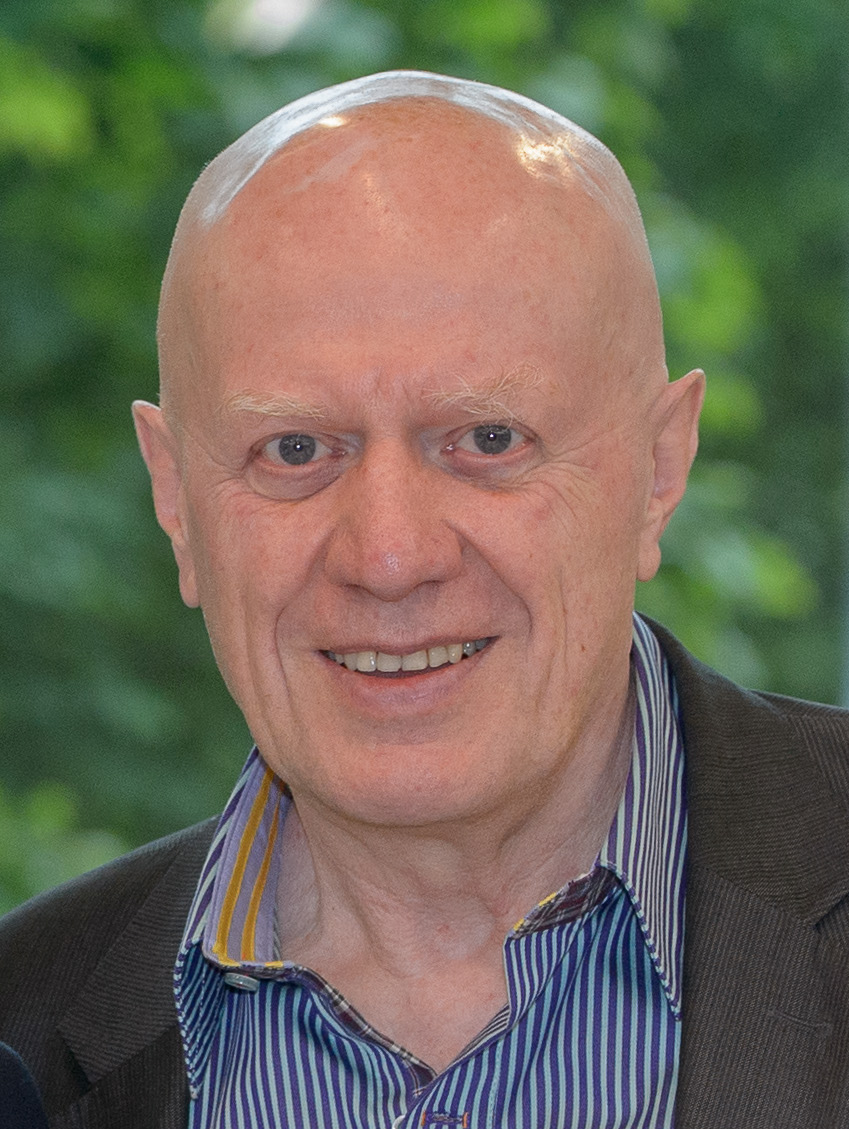
Ralf Fücks (* 1951)

- Fucks, Wilhelm (1902–1990), deutscher Physiker und Rektor

### Fucs
- Fucsovics, Márton (* 1992), ungarischer Tennisspieler

### Fucz
- Fucz, Ania (* 1981), deutsche Thai-Boxerin, MMA-Kämpferin